# 원균
원균(元均, 1540년 2월 12일 (음력 1월 5일) ~ 1597년 8월 27일 (음력 7월 15일))은 조선 중기의 무신, 군인으로 임진왜란 당시 조선의 장수 중의 한사람이다. 본관은 원주(原州) 원성백파(原城伯派), 자는 평중(平仲)이다. 무인 가문으로 병마절도사를 지낸 원준량의 장남으로 태어났다. 어머니는 남원 양씨로 양성지의 후손 양희증(梁希曾)의 딸이다.
28세가 되던 1567년 식년시 무과 2등에 급제하며 무인의 길을 걷게 되어 여진족 토벌등의 무수한 공을 세운다. 이후 장군이 53세가 되던 1592년 경상우도절도사가 되었으나, 부임한지 2달여만에 임진왜란이  발발한다. 조정에서도  미쳐 준비하지 못한 전쟁 발발에 원균은 조정에 상황을 알리고 전열을 정비하고 가덕도등에서 적선 10여척을 격파하고 평양까지 진격한 왜군의 병참과 보급을 차단하기 위해 24일간 고군분투하였다.
그러나 밀려오는 적을 감당하기 어려워진 원균은 이순신, 이억기에 도움을 요청해 연합함대를 구축하여 1592년 5월 7일 최초의 승전인 옥포해전을 시작으로 이듬해인 1593년 6월 까지 총 24회 출전하여 이순신의 승리를 도왔다. 
1597년 정유재란때 조정에 수륙병진정책을 펼칠것을  요청하였으나, 묵살당하고 조선 정부의 무리한 공격명령을 받아 싸우다1597년 8월 27일(음력 7월 15일) 칠천량으로 후퇴하는 부적절한 판단으로 인해 거제도에서 사망하였다.

## 생애

### 생애 초반

#### 출생과 가계
원균은 1540년 음력 1월 5일 현재 장군의 사당과 묘소가 있는 평택시 도일동에서 무인 원준량(元俊良)과 남원 양씨의 아들로 출생했다.
원주의 호족이자 고려 태조 왕건 때의 통합삼한공신(統合三韓功臣)으로 병부령, 원성백에 봉작된 원극유(元克猷)의 후손으로 그의 선조들은 강원도 원주군에서 경기도 진위현으로 이주했다. 원주 원(原州元)씨의 경기도 입향조(入鄕祖)는 세종 때 호조참판 등을 역임했던 원임(元任, 또는 원몽이라고도 함)으로 알려져 있다. 도일동의 원주 원씨 가문은 대대로 무인(武人) 집안으로 이름이 났다. 입향조였던 원임도 세종 때 무과에 급제했던 무인 출신이며, 원준량도 홍문관 교리와 경상도 병마절도사를 역임했던 무인이었다.
외가로는 외조부 양희증(梁希曾)은 세조, 성종때의 학자인 양성지의 후손이었다.

#### 변방 근무
1564년 원균의 아버지 원준량은 아들을 무과 초시에 규칙을 어기고 응시하게 했다는 죄로 탄핵당한다. 둘째 원연이 문과라는 것을 볼 때 이때 비리에 연루된 아들은 원균으로 추측된다. 이에 따라 원균은 무과합격이 취소되고 다시 무과를 준비한다.
사인 최옹이 함경북도 병사 곽흘 등의 자제의 무과 응시에 관하여 아뢰다)
사인(舍人) 최옹(崔翁)이 삼공의 뜻으로 아뢰기를,
“함경북도 병사 곽흘(郭屹), 평안 병사 이택(李澤), 경상우도 병사 원준량이 그들의 자제(子弟)를 무과(武科) 초시(初試)에 응시하도록 허락한 일은 지금 추고(推考) 중에 있습니다. 신들이 듣건대, 과거 사목(科擧事目)이 문과는 상세한데, 무과는 일정한 규정을 세우지 않은 까닭에 그 자제들이 군관(軍官)으로서 구례대로 응시하도록 허락한 것입니다. 법을 어기고 거짓으로 응시한 것과는 비할 바가 아니니, 상께서 참작하여 처리함이 어떻겠습니까?”
하니, 알았다고 답하였다.
사신은 논한다.
"곽흘과 이택의 벼슬살이는 그래도 그 중에서 잘한 점이 있다 하겠으나, 원준량은 갖가지로 재물을 긁어 들여 군졸들이 원망하고 괴로와하면서 날마다 파직되어 가기만 고대하였다. 그런데도 윤원형 등이 일찍이 그의 뇌물을 받았기에 파직되어 갈릴까 염려되어 이렇게 임금을 속이어 아뢰었으니, 앞으로 저런 재상을 어디에 쓰겠는가."

이후 그는 오위에 입대하여 충순위(忠順衛)에 병력으로 배치된다. 이후 무과에 여러 차례 응시했으나 낙방한다. 1567년(선조 즉위년) 식년 무과에 을과(乙科) 2위 로 급제하여 선전관(宣傳官)을 거쳐 변방에 파견되어 이일 등과 함께 함경도 일대에서 조산보만호(造山堡萬戶)로 부임하였다. 한편 백호 윤휴는 백호전서에 그를 천거한 인물로 해평군(海平君) 윤근수(尹根壽)와 영의정 이산해(李山海)가 그를 천거 발탁했다고 하였다.
그뒤 방답진첨사(防踏鎭僉使)로 전출되었다가 알 수 없는 이유로 강등되어, 1575년(선조 9년) 잠시 거제현령으로 부임했다가 다시 함경도 일대에서 조산보만호에 재임명되었다. 1583년(선조 17년) 여진족 이탕개(尼湯介)의 부락을 토벌한다. 조산보만호로 참여한 공으로 부령부사(富寧府使)로 특진했다. 이어 종성부사 등 지방 수령직을 지냈으나 능력이 부족하여 고적(인사고과)에서 최하점 거하를 받았고, 이후 1591년(선조 24) 2월 경 전라좌도수군절도사가 되었으나 사간원의 과거 수령시절 보여준 부족한 능력을 비판받아 체차(직위해제)되었다.
사간원이 아뢰기를,
“전라 좌수사 원균은 전에 수령으로 있을 적에 고적(考積)이 거하(居下)였는데 겨우 반 년이 지난 오늘 좌수사에 초수(超授)하시니 출척 권징(黜陟勸懲)의 뜻이 없으므로 물정이 마땅치 않게 여깁니다. 체차를 명하시고 나이 젊고 무략(武略)이 있는 사람을 각별히 선택하여 보내소서.”
하니, 아뢴 대로 하라고 답하였다.

그 뒤 병마절도사 이일을 따라 우위 부대를 지휘한 위장(衛將)인 온성부사 양대수(楊大樹)의 수하우위 1계원장(一繼援將)으로 참전해 시전부락(時錢部落)을 격파하는데 참여하였으며 이 공으로 임진왜란이 일어나기 3개월 전인 1592년(선조 25년) 음력 1월에 경상우도 수군절도사로 임명되었다.
변방 근무시 여진족을 토벌한 공으로 부령부사로 특진을 하였다고 일부 사람들이 주장하나 관련 기록을 찾아볼 수가 없다. 다만 부령부사로 특진을 한 것은 기록에 남은 확실한 사실 이어서 어떠한 군공을 세웠다는 추측과 혹은 그의 친인척들이 당시 조정의 중진이었기에 이들의 지원으로 승진했을 거라는 추측도 있다. 또한 시전부락전투에 참여한 것은 사실이지만 이 전투에서 그는 예비대로서 참전을 해 딱히 군공을 세울 만한 일은 없었다. 시전부락 전투에 참여한 이들은 후에 조선군의 중추로 성장하였고 이중에는 당시 원균과 동급의 신분으로 참전한 이순신 또한 있다.

### 임진왜란

#### 전란 초기
- 정사 기준

동래에 부임했을 때 전쟁 장비와 수군은 부족했고 기강은 해이해져, 주변에서 수군을 모집하고 군대를 정비했다. 임진왜란이 일어나기 두 달 전인 1592년(선조 25년) 2월에는 가배포에서 73척의 군선 지휘를 맡았다.
처음 적병이 한 방향으로 거제를 향하였다. 경상 우수사 원균이 우후(虞侯)를 시켜 병영을 지키게 하고 백천사(白川寺)에 달려가서 관망하다가 우리나라 어선을 적선인 줄 알고 당황하여 노량(露梁)으로 물러났다. 우후가 그 소문을 듣고 성중 노약자(老弱者)를 나가라고 독촉하니 죽은 자가 많았다. 어느 섬의 군사가 그 형세를 보고 모두 흩어졌다. 남해 현령 기효근(奇孝謹)은 창고를 불태우고 달아났다. 원균은 적이 여러 성을 연달아 함락시켰다는 말을 듣고 주사(舟師)를 인솔하고 가덕도(加德島)로 향하다가 적선이 바다를 뒤덮으며 오는 것을 보고 퇴각하여 돌아오니 여러 장수도 차차 흩어져 갔다. 원균이 육지에 올라 적의 칼날을 피하려 했다. 기문(記問)에는 전선 백여 척과 화포와 군기를 다 바다에 빠뜨리고 홀로 비장(裨將)을 데리고 곤양으로 달아났다 했다. 옥포 만호 이운룡(李雲龍)이 항의하되, "사또가 나라 중책을 맡았으니 의리로 보아 그 관할 경내에서 죽을 것이며 여기는 호서ㆍ호남으로 들어가는 길목이니 여기를 잃어버리면 호서ㆍ호남이 모두 위태롭습니다. 지금 우리 군사가 비록 흩어졌으나 오히려 모을 수 있고, 호남 수군에게도 구원을 청할 수 있을 것입니다." 하였다. 기문에는 그 비장 이영남의 말을 써서 구원병을 청했다 하였다.

김성일은 초유사로 있으면서 경상도의 전투 상황을 보고했는데 원균은 배 한 척으로 곤양에 숨어 있으며 고성의 빈 성을 탈환하라고 명령해서 나아갔다가 적이 오자 다시 후퇴했다고 기록하고 있다. 또한 원균이 군영을 스스로 불태운 사실과 김준민이 거제도를 지키고 있어 거제도에 아직 적이 오지 않았다는 사실 역시 확인할 수 있다.
우수영(右水營)은 수사(水使)(원균을 의미한다.)와 우후(虞候)가 스스로 군영을 불태우고서 우후는 간 곳을 알 수 없고, 수사는 배 한 척을 타고서 현재 사천(泗川) 해포(海浦)에 우거하고 있는데 격군(格軍) 수십 명 이외에는 군졸은 한 명도 없습니다. 신이 보건대, 고성(固城)이 비록 함락되었지만 왜적이 이미 돌아갔고 군량도 있으니, 만약 수사가 성에 들어가 웅거하여 지킨다면 무너져 흩어진 인민들이 반드시 안집(安集)할 것이기에 두 차례나 수사에게 통문(通文)을 보냈더니 수사가 지난 19일 성으로 들어가 지킬 계획으로 고성현 지경에 배를 대자 전날의 왜적 1백여 명이 배반한 백성들을 거느리고 재차 와서 성을 점거하였으므로 결국 들어가지 못하였습니다. 

우수사(右水使) 원균은 군영을 불태우고 바다로 나가 다만 배 한 척만을 보전하였습니다. 병사와 수사는 한 도(道)의 주장(主將)인데 하는 짓이 이와 같으니 그 휘하의 장졸(將卒)들이 어찌 도망하거나 흩어지지 않겠습니까. 양산(梁山)의 가장(假將) 밀양 부사(密陽府使) 박진(朴晉)도 창고와 병기(兵器)를 불태우고 도망하였습니다.

경상우수사 원균은 왜군의 배를 보고 겁에질려 3척을 남기고 80여척의 배를 자침시킨후 군대를 해산하였다. 그리고 자신또한 도망가려고 하자 부하 이영남이 말리며 "군인의 임무는 이기든 지든 적과 싸워 나라를 지키는데에 있습니다. 당장에 적의 수에 당황하여 나머지 부대마저 해산하여 도망친다면 상감께서는 필히 이에 대해 문책하실께 분명합니다. 청하건대 전라좌수사 이순신에게 도움을 요청하는게 최선책 일듯합니다." (징비록上-류성룡) 

- 재야사학 기준

부산과 동래가 차례로 모두 함락되자 그는 경남 남해안에서 왜군을 상대했으나 수하에는 다만 4척의 전선뿐으로 전황이 불리하여 퇴각, 우후(虞侯) 우응진(禹應辰)을 남겨 본진을 지키고 급한대로 왜적을 막아 진입을 지연시키고, 옥포만호(玉浦萬戶) 이운룡·영등포만호(永登浦萬戶) 우치적(禹致績)·남해현감(南海縣監) 기효근(奇孝謹)과 함께 삼천포, 사천군 곤양(昆陽), 진해 해구(海口) 등으로 후퇴하여 매복시켰다. 이때 비장(裨將) 이영남(李英男)을 전라좌수사(全羅左水使) 이순신에게 보내 힘을 합쳐 적을 막을 것을 요청하였다. 그러나 이순신은 각자 지키는 지역의 한계가 있다며 거절하고 들어주지 않았다. 원균은 계속 5·6차례나 부하들을 전라좌수영에 보냈다.
음력 4월 임진왜란이 일어나자 박홍(朴泓)이 이끄는 경상좌수영군이 박홍의 도주로 병력들이 흩어진 후, 원균은 경상우도 수군절도사로 1만 명의 군사로 부산포로 나아갔으나 적이 너무 많아서 후퇴해야 했으며, 이때 적선이 아닌 어선을 보고 후퇴했다는 설도 있다. 이때 경상우수영의 적선과 물자를 불태운 후 본영을 우후 우응진에게 맡기고 곤양으로 가서 도주하려 했으나 옥포만호 이운룡이 반대해서 전라좌수사 이순신에게 도움을 청하였다. 당시 기록을 보면 원균은 이순신에게 도움을 청하는 것을 망설였다고 한다.

##### 재야사학의 오류
재야사학에서는 이때 원균이 10척을 분멸하였다고 말하나 위에 나온 실록 및 다른 공식기록과 모순되는 점이 많다. 원균의 초기 전공에 대해서는 왜란 기간은 물론 그 이후에도 인정받지 못 했으며, 선조도 이순신을 부른 공을 강조할 뿐 초기에 승리했다는 공에 대해서는 언급하지 않는다. 10척 분멸을 확인할 수 있는 이순신에게 보낸 장계 역시 승전 소식이 아닌 10척을 격파하고 100여 척을 잃었다는 패전 소식이었다. 결국 이러한 사실들을 확인할 수 있는 것은 원균행장밖에 없다.
또한 원균행장록에서는 원균이 직접 지원 요청을 하였으나 이순신이 주저하며 거절하였다고 기록되어 있어 이순신을 부정적으로 묘사하고 있지만, 당시 출동을 위해서는 '경상우수사→경상감사→조정→전라감사→전라좌·우수사'와 같은 절차에 의해서 조정과 전라감영의 승인과 지시가 필요했다. 변방의 수사들끼리의 협의로 출병 여부가 결정되는 것이 아니었다. 실제로 이순신은 원균의 공문을 받자마자 조정의 구원요청이 있을 경우 바로 출동할 수 있게 관내 기지 함대들에게 본영에 집결하라는 명령을 내렸다.

#### 1차 출동

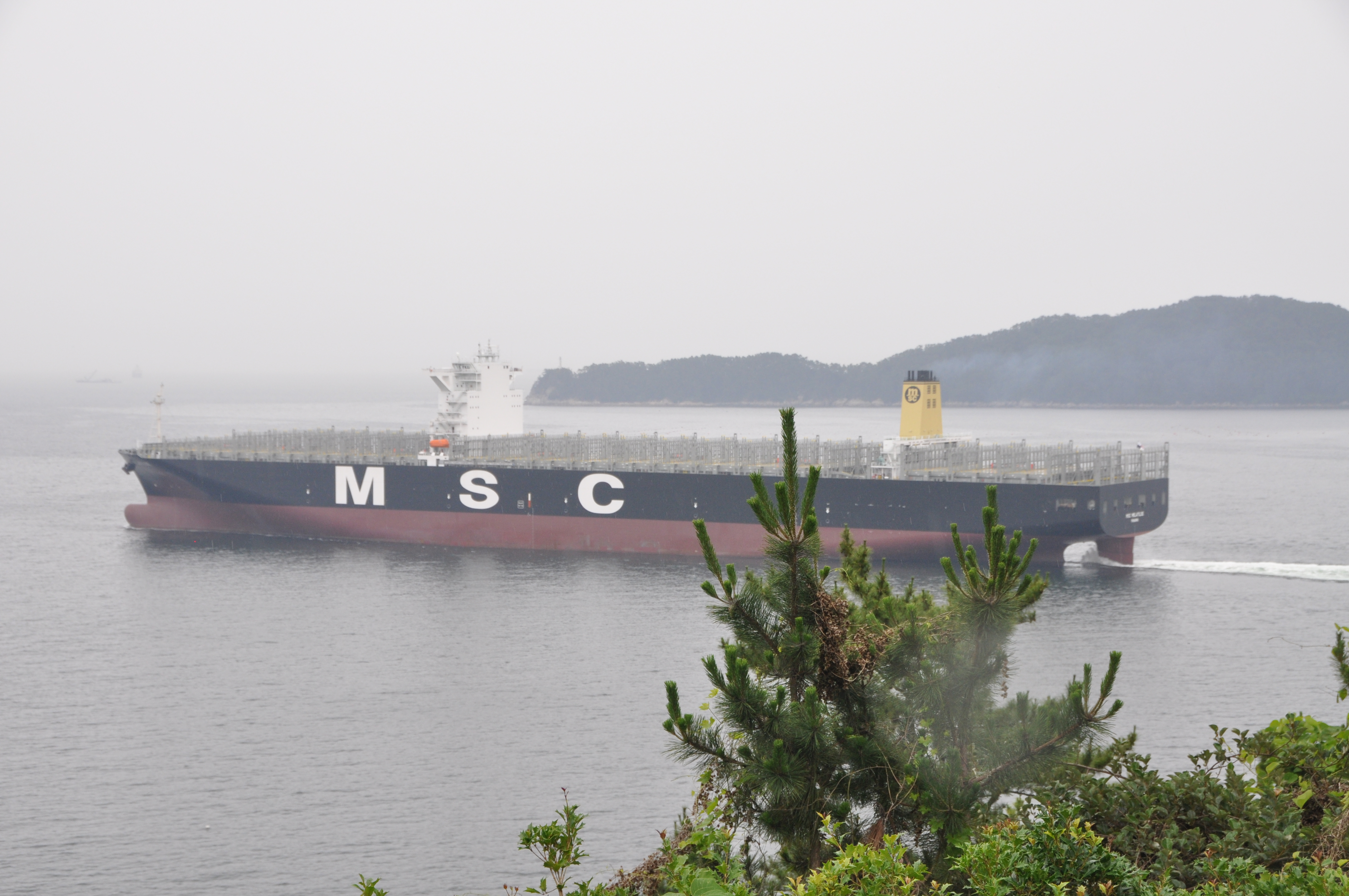
해전이 벌어졌던 옥포만에는 오늘날 대우조선해양이 건조한 배들이 지나간다

##### 옥포 해전
- 정사 기준

원균의 구원 요청을 받고 1592년 5월 3일 출전을 결정한 이순신 함대는 5월 4일 전선 24척 협선 15척으로 출전해 5월 6일 전선 4척 협선 2척의 원균함대와 합류하였다. 이로써 전체 세력은 전선 28척 협선 17척으로 늘어났다. 작전회의후 7일 새벽에 출발해 옥포 앞바다에 이르렀을 때 김완 등이 일본 군선을 발견하고 보고를 해 임진왜란의 첫 번째 해전이 시작되었다. 당시 약탈 중이던 소속불명의 30여척의 함대는 응전에 나섰으나 함대의 총통 등 우세한 화기와 궁시를 이용한 공격에 격파되었다. 결국 조선함대는 일본의 대선 13척 중선 6척 소선 2척 등 모두 26척을 분멸하는 전과를 올렸다. 이중 이순신 함대의 전과는 21척 원균함대의 전과는 5척이었다. 또한 이 전투에서 이순신은 조정에 원균이 공을 세우기 위해 왜군들의 수급을 베는 일에만 너무 집착한다고 비난하였다.
우수사 원균은 단지 3척의 배만을 거느렸는데, 신의 여러 장수들이 잡은 왜적의 배를 심지어 활을 쏘아대면서까지 빼앗으려 하였는데 통에 두사람이 화살을 맞아 부상을 당했습니다. 주장으로서 부하 단속을 하지 못함이 이보다 더 심한 경우는 없다고 할 것입니다.

- 재야사학 기준

박홍이 먼저 달아나는 바람에 싸우기 극히 힘든 상황이었다.
4월 말 거제도 옥포에 나타난 왜군을 보고 맞서 싸웠다. 그러나 박홍 등의 도피와 부하들이 탈주하여 세가 불리해지자 그는 이순신에게 지원을 요청한다.5월 2일 조정의 출전 명령을 받은 이순신이 지원하자 5월 6일 이순신과 계획을 세워, 5월 7일 합동하여 옥포(玉浦) 등지의 싸움을 승리로 이끌었다.
5월 7일 왜군이 옥포 앞바다로 집결하자 원균이 직접 북을 울리며 전선을 이끌고 돌진하자, 왜군이 원균 선박에 집중하는 사이 매복해 있던 이순신 등이 일시에 힘껏 공격하여 옥포 앞바다에서 적선 100여 척을 불태웠으며, 불에 타고 물에 빠져 죽은 자는 다 계산할 수 없었다. 원균은 적선 안에서 빼앗은 것으로 금칠이 된 둥근 부채 한 자루를 얻었는데 이는 도요토미 히데요시가 자신의 측근에게 준 부채로, 도요토미의 친필 서명이 담긴 것이었다. 그는 곧 동생 원전(元㙉)을 보내 사로잡은 왜군 포로 몇명을 왕에게 바치니 왕이 특별히 가상하게 여겨 동생 원전에게 선전관을 제수한다.
원균행장에서는 5월 6일 이순신, 이억기와 만난 후 원균이 직접 북을 울리며 돌진, 이순신 등이 이에 따라 공격하여 적선 100여 척을 불태웠으며, 원균이 적선 안에서 둥근 부채 한 자루를 얻었는데 이는 도요토미 히데요시가 측근에게 준 부채였다고 기록돼 있다.
옥포 앞바다에서 원균은 왜선 30척을 침몰시켰으며, 다시 사천만 앞바다에서도 승리를 거두었다. 5월 8일 선조의 어가가 파천했다는 소식을 듣고 제장(諸將)들을 거느리고 서쪽을 바라보며 통곡하니 전군(全軍)이 그의 충심에 감동하였다.

##### 합포 해전, 적진포 해전
- 정사 기준

5월 7일 전투를 마치고 영등포로 이동하던 조선 함대는 대선 5척이 지나간다는 척후장의 첩보를 받고 추격을 시작하여 합포에 이르렀다. 다급해진 일본 수군은 배를 버리고 상륙하였다. 이 해전에서 조선 함대는 뭍으로 올라 도망한 일본 수군의 빈 배를 모두 불태우는 전과를 거두었고 밤중에 건너편 창원 땅 남포에 이르러 정박하였다. 이틑날 또다시 군선이 머물고 있다는 첩보를 받고 수색후 적진포에 이르렀을 때 대·중선을 합쳐 13척의 군선이 포구에 나란히 정박해 있는 것을 발견하였다. 갑작스런 조선 수군의 공격에 놀란 일본 수군은 군선을 포기하고 육상에서 조총으로 공격을 시도하였다. 따라서 이번에도 조선 함대는 그들의 빈 배를 공격하여 대선 9척과 중선 2척을 깨뜨리는 등 13척 모두를 분멸하였다.그 후 5월 9일 이순신은 선조 임금이 관서 지방으로 피난한 소식을 들었고 이후 뱃길을 돌려 5우러 9일 정오 무렵에 전라좌수영으로 귀향하였다. 이번 1차 출동으로 조선 수군은 대선 26척 중선 9척 소선 2척 기타 7척 등 도합 44척을 분멸하게 되었다.
- 재야사학 기준

이후 그는 이순신·이억기(李億祺) 등과 함께 합포(合浦)에서 일본군과 교전하였다. 이 전투에서 조선 수군은 아직 옥포 해전의 소식을 접하지 못한 왜군의 소함대(5척)를 전멸시켰다. 이후 적진포(赤珍浦)에서 다시 왜군을 격퇴한 뒤로 사천(泗川), 당포(唐浦)에서 승리를 거뒀다.
92년 6월 전에 당포에 이르니 적선이 해안가에 나누어 정박하고 있었다. 대선(大船) 한 척은 선상에 3층의 누각(樓閣)을 설치했는데 바깥에는 홍라장(紅羅帳)을 드리웠고, 그 장막 가운데 한 명이 금관(金冠)을 쓰고 비단옷을 입고서 여러 적들을 지휘하고 있었다. 제장(諸將)들이 노를 재촉하여 곧바로 달려들어 순천부사 권준이 아래서 화살을 올려 쏴 한번에 명중시키자 금관을 쓴 자가 화살에 맞아 거꾸러지니 나머지 적들은 놀라 흩어져 서로 물에 뛰어들어 죽는데, 갑자기 적선 40여 척이 뒤따라 와서 습격하니 우리 수군도 배를 돌려 힘껏 싸워 저녁에 이르러서야 그쳤다.
원균은 급히 전라우수사 이억기에게 지원을 요청했고, 적들은 밤을 틈타 도망갔는데 이 날에 전라우수사 이억기가 또 도착하였다. 이억기의 지원군이 도착하자 동도(東島) 바다로 돌진하여 적의 다섯 장수가 함께 탄 배를 붙잡았다. 율포(栗浦)·가덕(加德)의 싸움에서도 승리를 거두었다. 율포와 가덕 전투 당시 그가 붙잡은 적선이 55척이고, 왜적 수급 103급을 베었다.

##### 재야사학의 오류
위에서 원균이 옥포해전 때 부채를 노획한 것이라고 말하였지만 조선 수군이 이 부채를 노획한 것은 옥포 해전이 아닌 2차 출동 때의 당포 해전으로 난중잡록에서도 확인된다. 또한 행장에서는 원균이 연명 장계를 올리자고 했으나 이순신이 이를 거절하고 단독으로 장계를 올려서 원균의 공을 빼앗았다고 돼 있지만 이순신이 올린 장계에 나온 전과는 21척으로, 원균행장의 기록대로 100여척을 불태운 것이라면 그 중 사분의 일도 되지 않는 21척만 자기 공으로 삼았다는 것이 된다. 그리고 옥포해전의 공식적 전과는 전부 합쳐 26척이다. 마지막으로 원균은 원균자신이 올린 장계에서 자신의 공적은 30척이 아닌 5척이라 보고하였다. 또다른 오류점으로는 수군의 1차 출동에는 참가하지 않은 이억기의 전라우수군이 참전한 것으로 기록돼 있으며 원균행장록에서는 원균이 이 해전의 주역인 것처럼 묘사하였지만 형식적으로 이순신과 원균은 동급으로 둘이 같이 지휘를 하였으며 실제적으로는 전력의 차이가 6~8배에 달한다.

#### 1차 출동과 2차 출동 사이
- 정사 기준

원균이 "왜군 선발대가 사천포와 곤양까지 쳐들어왔고 자신은 경상도와 전라도의 접경인 노량해협까지 밀려났으니 급히 출동해 달라"라는 구원요청을 하자 이순신이 출동하여 조선 수군의 2차출동이 되었다. 이 기간에 원균이 자신이 전공을 올렸다고 보고한 기록은 존재하지 않는다.
- 재야사학 기준

구원요청을 받아 지원한 뒤 이순신은 전라좌수영 군사들을 이끌고 다시 전라좌수영으로 되돌아갔다. 5월 21일 왜선(倭船)이 당포로부터 남해바다로 나오자 원균은 수군이 바다 어귀로 나가 교전했다. 그러나 여러 섬에 있던 왜적의 무리가 사방에서 일제히 지원하자, 이순신 등은 이미 본진으로 돌아갔기에 원균은 왜군을 육지로 유인, 육지에 올라서 그들의 칼날을 피하고, 다시 사람을 보내 순신에게 구원을 청하고 노량(露梁)으로 옮겨 정박하였다. 얼마 지나지 않아 순신이 또 주사를 이끌고 와서 모여 곤양(昆陽) 땅에서 적을 격파하고 추격하여 사천(泗川) 바다에 이르러 연달아 싸워 모두 부수었다.

##### 재야사학의 오류
"원균은 왜군을 육지로 유인, 육지에 올라서 그들의 칼날을 피하고"라고 써져있으나 실제로는 싸워보지도 않고 밀렸다는 것을 우회적으로 표현하는 말이다.

#### 2차 출동
- 사천포 해전

원균의 구원요청을 받고 우수사 이억기에게 뒤따라오라는 공문을 남긴 채5월 29일 노량으로 출발한 이순신 함대는 그곳에서 원균과 합세하였다. 이 날 근처를 지나는 일본 군선 한 척을 추격하던 중 사천 선창에 나란히 배를 댄 일본 군선 12척을 발견하면서 시작되었다. 지세가 조선 함대에게 불리해 후퇴하는 척 유인작전을 펼쳤으나 통하지 않자 조수가 밀물로 바뀐 틈을 타서 이 해전에 처음 등장한 것으로 알려진 거북선이 돌격하여 전열을 흩트리자 이 기회를 틈타 군선 13척 모두를 분멸하였다. 이 해전에서는 이순신을 포함하여 부상자가 3명 발생하였고 사상자는 없었다.
- 당포 해전

6월 2일 "일본 군선들이 당포 선창에 정박하고 있다"는 소식을 듣고, 함대를 이동하여 당포해전이 시작되었다. 일본군의 반 정도는 성내에서 분탕질을 하고 있었고 나머지 반은 험지를 의지해 조총으로 공격해 왔다. 일본 함대의 규모는 대선 9척, 중·소선 12척이었다. 2차 출전에 처음 동참한 중위장 권준이 활로 일본 장수를 쏘아 맞추자 일본 수군은 더 이상 대항하지 못하고 도망하였고 왜선 21척은 모두 분멸되었다. 이후 추가로 몰려오는 일본 함대의 소식을 받고 유인 후 분멸할 계획을 세웠으나 일본 함대가 눈치채고 도망쳐 진주 땅 창신도에 정박하였다.
- 당항포 해전

6월 4일 이억기 함대가 합류해 총 51척이 된 조선 함대는 당항포에 적이 있다는 소식을 듣고 당항포로 가서 일본 수군 대선 9척, 중선 4척, 소선 13척 등 26척과 다시 한번 해전을 치루게 되었다. 이제까지 여러 해전에서 일본 수군이 해안에 정박해 있거나, 육상에서 공격해 온 경우가 많아 해전다운 해전을 해보지 못한 이순신은 일본군을 해상으로 유인하는 전술을 사용하였다.그의 명령에 따라 진형을 풀고 일본 해군을 유인하자 일본 수군은 유인되어 바다로 나왔고 이때를 놓치지 않고 일본 장수를 사살 후 도주하는 일본 군선들을 포위 섬멸해 수급 43개를 베고 한 척만을 남겨둔 채 나머지 군선 전부를 분멸하였다. 이틑날 이순신은 전날 남겨둔 한 척이 바다로 나올 것을 예상해 매복해있다가 수급 50이상을 얻고 이중 8명의 수급은 대장을 비롯한 장수급이었다.
- 율포 해전

날씨 때문에 휴식하던 연합함대는 6월 7일 다시 출전해 율포에서 부산쪽으로 도망하는 대선 5척과 중선 2척을 발견하고 추적해 모두 격침하시켰다. 율포해전의 결과 수급 30여개를 베고 7척 모두를 분멸하는 승리를 거두었다. 이후 근처를 더 수색하였으나 적을 발견하지 못하고 6월 10일 연합함대를 파하고 귀항하였다. 이 해전의 결과 이순신은 자헌대부로 원균과 이억기는 가선대부로 포상되었다.

##### 재야사학 기준
6월에 당항포(唐項浦)에서 승리를 거둔 뒤, 7월 6일 그는 이순신 등과 함께 또 노량(露梁)에서 모여 적선 63척을 불태우고, 안골포(安骨浦) 앞바다에 도착하여 적선 40여 척을 만나 교전했다. 이때 이순신과 번을 갈라 교대로 공격하자 왜군은 일단 거제(巨濟)·부산(釜山)으로 후퇴했다.
임금은 원균에게 특별히 상으로 말 한필을 내려 격려한다.
경이 나라를 위하여 진력(盡力)해서 충용(忠勇)하는 지성은 고금에 비할 이가 드물기에 내가 일찍이 가상하게 여겼으나, 돌아보건대 아무 것도 보답한 것이 없기에 오늘 멀리 떠나게 되어 서로 접견하고 전송하려 하였다. 하필 기운이 편치 못하여 그러지 못하니 좋은 내구마(內廐馬) 한 필을 하사하노라.

##### 재야사학의 오류
원균행장에서는 한산도 대첩을 노량에서 일어난 것으로 기록하고 있으며 그 실체가 확인되지 않은 2차 출동에 있었던 율포 해전이 이 노량 해전의 뒤에 와 있고, 해전이 일어나지 않은 가덕에서도 해전이 일어났다고 기록돼 있다. 당항포 해전에 대한 내용과 '거북선+학익진'의 설명이 빠져있다. '적장 5인이 함께 탄 배'는 미끼배로 보인다. '공이 붙잡은 적선이 모두 55척'이라고 했는데, 원균 함대의 10배가 넘는 규모로 과장되었다. 또한 한산도와 안골포해전에 대해서는 7월 30일에 조서를 내렸다고 하였지만 〈선조실록〉에는 8월 24일에 원균의 장계를 처음 받았다고 기록되어 있으므로 날짜가 맞지 않는다. 그리고 네차례의 장계를 올렸다고 기록되어 있지만 단 한 차례의 장계이다. 이뿐만 아니라 수많은 사실들을 왜곡하여 기록해 놓은 후 원균행장록은 이후 부산포 해전과 이듬해에 있은 해전들을 다 빼놓았다. 종합적으로 분석해 보면, 원균행장록에는 원균이 중앙으로 돌격해 들어갔고, 원균의 병선들은 층루선들과 충돌했으며, 원규의 장졸들은 왜선단에 올라가서 백병전으로 대승했다는 설명이다. 그러나 원균 함대가 이렇게 해전을 벌였다면 옥포해전에서 이미 전멸했을 것이므로 원균행장록에 기록된 원균함대는 유령 함대가 되고 만다. 그 이유는 다음과 같다. 첫째, 실제로 그렇게 적군에게 중앙으로 돌격했다면 원균의 함대는 조총의 일제사격을 받아 원균함대의 갑판은 피바다가 되었을 것이고 둘째, 왜선단은 학익진의 일시집중타를 맞아 화염에 휩싸여 있었기 때문에 원균함대도 함께 불탔을 것이다. 마지막으로 이순신의 장계에 나온 해전들이 다른 기록들에 교차 검증이 되는 데 반해 이 해전들은 원균행장에만 기록돼 있다.

#### 한산도 대첩

한산도 대첩도

한산도 대첩은 임진왜란의 3대 대첩 중 하나로 1592년(선조 25년) 음력 7월 8일 한산도 앞바다에서 이순신 휘하의 조선 수군이 일본 수군을 크게 무찌른 해전으로, 이 전투에서 육전에서 사용하던 포위 섬멸 전술 형태인 학익진을 처음으로 펼쳤다.
이순신으로부터 병력 지원 요청이 있자 경상우수사였던 원균은 음력 7월 4일에 선박을 이끌고 출발, 6일에 노량에 이르러 이순신의 전라좌수영 군사들과 합류하였다. 이때 적선이 출몰한 정보를 얻어 8일 큰배 36척 중간배 24척 작은배 13척을 만나 전투가 벌어졌다. 이순신이 거짓으로 후퇴하는 듯하여 적들을 큰 바다로 끌어들이자 원균은 뒤에서 추격하는 척 하며 일본군을 이순신이 파놓은 함정으로 몰아갔다. 이순신 등이 이끄는 조선 수군은 학의 날개처럼 배들이 진을 치고 지자총통, 현자총통, 승자총통 등을 발포하여 적들을 괴멸시키는 데 성공하였다. 이순신군의 승전을 본 후 원균은 병사들을 이끌고 다시 경상우수영으로 되돌아왔다.

#### 이순신과의 갈등
그러나 옥포해전에 대한 공으로 조정에서 이순신에게는 자헌대부(資憲大夫)를, 그에게는 1품계 아래인 가선대부(嘉善大夫)를 내렸다. 조정의 상신·포상 과정에서 이순신과 다툼이 있었고, 이순신이 삼도수군통제사가 되어 지휘권을 장악하자 크게 반발하였다. 이때부터 둘 사이에 불화가 생겼다. 그해 음력 9월 자헌대부 중추부지사(知事)로 승진하였다.

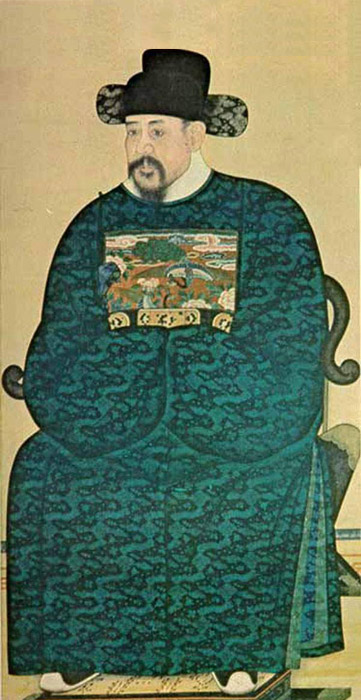
이산해
(동인 중 원균의 몇안되는 후원자였으며, 동인의 분당 때에는 북인의 영수가 된다.)

이순신이 남인인 유성룡과 권율과 친분관계가 있어 이원익 등 동인으로부터 호평을 얻자, 윤두수 등의 서인들은 원균을 옹호한다. 동인 중 아계 이산해 등이 이례적으로 그를 변호하고 그를 지원하였는데, 이산해는 정철의 처벌 문제와 우성전의 기생 첩 문제를 감싸는 문제로 유성룡, 권율 등과 알력이 있었고, 이들을 불신했다. 유성룡, 권율 등에 대한 불신은 원균에 대한 호평으로 이어졌고, 동인이 남북인으로 분당한 뒤에는 북인들 역시 원균을 옹호했다.
원균과 이순신이 결정적으로 틀어진 것은 이순신의 보고 때문이었다. 그는 원균의 측실 소생인 원사웅이 12살 밖에 되지 않는데, 전쟁에 공이 있는 것처럼 장계를 올렸다고 조정에 보고했던 것이다. 이런 개인적인 문제는 적을 앞둔 마당에 장수끼리 자중지란이 일어날 위기로 조정에 비쳐진 선조는 "수군 여러 장수들이 서로 화목하지 못하다고 하니 그런 습관을 모두 버리라"는 교시까지 내리게 된다.
이후 원균과 이순신의 갈등은 공공연히 외부로 표출되었고, 이는 왜군의 귀에까지 들어가게 되었다. 원균과 이순신의 갈등은 파천된 조정에도 알려졌고 선조는 사람을 시켜 이들의 갈등 과정을 조사하여, 파악하게 된다.

#### 선조의 관점 변화
1594년(선조 27년) 8월 선조는 유성룡과 왜란의 진행 상황을 논의하던 중, "이순신이 혹시 일에 게으른 게 아닌가?"라고 물었다. 그러자 유성룡이 "이때까지 지탱한 것도 이순신의 공이고, 수륙의 모든 장수들 중 가장 우수합니다"라고 대답했다. 그러나 선조는 유성룡이 이순신과 개인적으로 친하지 않느냐며 그의 답변을 의심하기 시작한다.
많은 학자들은 선조가 이후 이순신을 크게 의심하면서 원균을 특출한 용장으로 보기 시작한 것으로 분석하고 있다. 실제로 선조는 두 사람의 체직(遞職)에 관한 전교를 내리면서 “군율을 범한 것은 이순신도 (역시) 같고, 오히려 그 죄가 원균보다 심하다.”라고 언급한 바 있다.
개전 초기에 이순신은 기근과 전염병 등으로 병력이 고갈되자 그 대책으로 둔전 경영과 병력 징발 등에 주의를 기울여 일본 수군의 북상을 저지하는데 결정적인 공을 세웠다. 그러나 전쟁 초기부터 원균의 지원군 요청을 거절하다가 그와 갈등하게 된다.
하지만 조선 수군의 총지휘자인데도 동료인 원균과의 갈등을 밖으로 드러냄으로써 선조의 의심을 샀다. 선조가 원균보다 이순신의 죄가 더 크다고 한 것은 바로 이때문이다. 동인이 집권하고 있던 당시의 상황을 감안할 때, 이순신은 여러 면에서 원균보다 유리한 입장이었다. 실제로 우의정 이원익은 체찰사로 있으면서 이순신과 수시로 만나 대책을 의논했다. 선조가 이원익이 이순신을 아주 호의적으로 평가했는데도 원균을 더 신임하는 듯한 발언을 한 것은 바로 이 때문이었다. 한편 선조는 원균이 동인 강경파 일부와 서인의 지지를 받는다는 점도 인식했다.
선조는 이순신과 원균 간 갈등에 관한 보고를 받고 곧 이순신을 수군통제사에 유임시킨 채 원균을 전라병사로 교체해 임명할 뜻을 밝혔다. 이는 그간 이순신이 세운 공을 높이 평가했기 때문이다. 그러나 당시 신료들 중에는 원균을 더 뛰어난 용장으로 보는 사람들도 있었다. 정탁(鄭琢)이 원균을 적극 옹호하면서 수사의 자리에서 체직시키지 말 것을 청했다. 결국 원균은 충청병사로 전임되었다.

#### 충청병사 전임과 선조의 신임
이후 율포(栗浦), 한산도(閑山島), 안골포(安骨浦), 부산포(釜山浦) 해전에 참전하여 일본 수군과 싸워 격퇴하였다.
1594년 음력 12월 그는 충청도병마절도사로 전출되었고, 충청병사로 재임시 1596년초 청주의 상당산성(上黨山城)을 수리하여 왜적의 재침을 대비하였다. 이 상당산성은 무리한 공사로 인해 많은 원망을 들었고, 완성된 직후 비가 오자 다시 무너져 버렸다.
충청병사로 부임한 원균은 1595년(선조 28년) 8월 사헌부에서 탐욕스럽고 포악하다는 등의 죄목으로 탄핵을 받았다. 이때 원균을 적극 옹호하고 나선 사람이 선조였다. 선조는 "원균은 분수를 알아 넘치지 않는다. 이런 때 명장을 이처럼 해서는 안 된다."라며 반박했다. 심지어 선조는 사헌부가 계속 원균의 파직을 건의하고 나서자 크게 노해 "오늘날 장수로 원균이 으뜸이다. 설사 정도에 지나친 일이 있더라도 어찌 가벼이 탄핵해 그의 마음을 헤이하게 만들 수 있겠는가?"라고 했다.
사헌부가 아뢰기를,
“충청 병사(忠淸兵使) 원균(元均)은 사람됨이 범람(泛濫)하고 게다가 탐욕 포학하기까지 합니다. 5∼6월에 입방(入防)한 군사를 기한 전에 역을 방면하고 그 대가로 씨콩을 거두어 다 농사(農舍)로 실어 보냈습니다. 또 무리한 형벌을 행하여 잔혹한 일을 자행하여 죽은 자가 잇달고 앓다가 죽는 자도 많아서 원망하고 울부짖는 소리가 온 도에 가득합니다. 이와 같은 사람은 통렬히 다스리지 않을 수 없으니 파직하고 서용하지 마소서.
철원 부사(鐵原府使) 심원해(沈源海)는 사람됨이 탐욕스럽고 용렬합니다. 환자곡(還上穀)의 수효를 속여 보고하여 사사로이 사용하였으며, 소를 잡아 민간에서 재리(財利)를 꾀하였습니다. 심지어 형을 위해 경내에 집을 경영하고 전토를 널리 차지하기까지 하였으니 듣고 보는 이들이 경악하고 있습니다. 파직하소서.
봉산 군수(鳳山郡守) 박응인(朴應寅)은 전에 연안 부사(延安府使)로 있을 때에 백성에게 거두어들이는 것이 한이 없고 비용이 너무 과람하여 길가의 거읍(巨邑)이 탕진되어 텅 비게 하였으니 체차(遞差)하소서.”
하니, 상이 답하기를,
“원균의 사람됨은 범람하지 않다. 이런 시기에 명장을 이처럼 해서는 안 된다. 윤허하지 않는다. 나머지는 아뢴 대로 하라.”

사헌부가 원균을 파직하고 서용하지 말 것을 연달아 아뢰니, 상이 그렇게 할 수 없다고 답하였다.

사헌부가 아뢰기를,
“각도의 병사(兵使)에게는 본래 종사관(從事官)이 없는 법인데, 충청 병사(忠淸兵使) 원균(元均)은 전 군수(郡守) 최덕순(崔德峋)을【사신은 논한다. 최덕순은 음관(蔭官)으로서 추솔하고 비루하여 한 가지 점도 취할 것이 없다. 임진란 때 가평 군수(加平郡守)로 있으면서 우리 나라의 피난민을 죽여서 머리를 깎고 이마에 문신을 새겨 왜인의 형색을 만들어 행재소(行在所)에 거짓으로 보고하고 상공(上功)을 노리다가 여러 사람이 목격하여 정상이 드러났다. 그런데도 그에게 형이 가해지지 않았으니, 통탄함을 이루 말할 수 있겠는가. 대관(臺官)의 이 논란 역시 너무 가벼운 것이다.】 종사관의 명칭을 붙여 수행시킬 것을 계청하여 거느리고 갔으니, 이는 법규에 어긋나는 처사로서 지극히 잘못된 것입니다. 덕순은 바야흐로 도내에 우거(寓居)하고 있다가 연줄을 이용해 간청하여 이 소임을 맡게 되었으나 별로 하는 일도 없이 열읍(列邑)에 전식(傳食)하므로 많은 폐단을 끼치고 있습니다. 원균을 추고하고 최덕순의 종사관 칭호를 없애소서.”
하니, 상이 이르기를,
“병사는 추고할 수 없다. 칭호를 없애는 일은 아뢴 대로 하라.”
하였다.

신하들의 계속된 원균 탄핵을 두고 선조는 왕권에 대한 도전으로 이해했다.
시간이 갈수록 선조는 원균을 더욱 높이 평가했다. 이는 동인이 원균을 배척하며 이순신만을 높이 평가하는 데 따른 반발로 볼 수 있다. 동인 중에서는 이산해 등 소수만이 원균의 편을 들었다.
반면 선조는 시간이 지날수록 이순신에 대해 좋지 않은 생각을 갖게 되었다. 이는 이순신이 명령을 거부한 것과 무관하지 않았다. 당시 이순신은 광해군이 무군사(撫軍司)에서 이순신을 불렀을 때 응하지 않았다. 이는 곧 선조의 명령에 대한 불복을 의미한다. 이순신을 불신한 선조는 "이순신은 처음에는 힘껏 싸웠으나 이후 성실하지 않았다."라고 평가했다. 하지만 이는 다른 사료를 살펴보면 신빙성이 떨어진다. 1594년 1월 15일 이순신에게 광해군의 분부를 전달하는 서한이 왔다. 군사를 거느리고 가서 적을 토벌하라는 명령이었다. 이튿날 17일 이순신은 광해군에게 장계를 띄워 보냈다. 2월 2일 광해군에게 올린 장계의 회답이 왔고, 4일 광해군의 명령이 내려왔다. 9일 이순신은 광해군이 문책한 데 대해 답을 보냈다. 위 기록을 살펴보면, 그해 1월부터 2월 사이에 광해군과 이순신은 최소한 세 번 이상 편지를 주고받았다. 상세한 내용은 알 수 없지만, "군사를 거느리고 가서 적을 토벌하라"라는 명령에 대해 이순신이 자신의 입장을 밝히고 응하지 않았던 것으로 보인다. 따라서 광해군이 이순신을 여러차례 불렀는데 응하지도 않았다는 선조의 말은 신빙성이 떨어진다.
위의 기록을 보면 알 수 있듯이 선조는 이순신을 냉대하면서도 원균은 높이 평가했다. 이순신이 공을 세워 보고할 때는 장수가 싸워 이기는 것은 당연한 일이라며 냉대하고 오히려 중국에서 원병으로 온 장수들의 활약이 더 크다고 발언하기도 했다. 또한 원균이 부정을 저질러 사간원에서 탄핵을 받을 때나 이원익이 혹평에 가까운 평가를 하고 장수로서는 문제점이 있다는 여러 신하들의 의견에도 불구하고 여전히 그를 신임하고 옹호하였다. 전란후에는 선무공신을 정하는 자리에서 시작전 원균의 공이 크다고 하였고 본래 선무3등공신으로 책정되었다가 선조의 발언과 전사한 까닭에 선무2등공신으로 책정된 원균을 선무1등공신으로 올려주기도 하였다. 이러한 선조의 이순신에 대한 냉대와 원균에 대한 호평은 백성을 버리고 몽진을 떠난 것에 대한 자괴감 이몽학의 난으로 인해 흔들린 왕권에 대한 불안감으로 인해 군세력을 견제하기 위해 하였다는 시각도 있다. 실제로 그 당시 유명한 의병장은 낙향 혹은 사형을 당했고 유명한 예로는 김덕령의 경우를 들 수 있다. 군권을 한손에 쥔 권율의 경우는 매일 같이 선조에게 자신의 충성을 증명하는 편지를 보내기도 하였다.

#### 지휘, 통솔능력 논란
1596년 7월에 이몽학(李夢鶴)의 역모 사건이 일어났다. 이로 인해 김덕령 등이 하옥되는 등 전라도 지역이 불안해지자 선조는 이를 빨리 수습하기 위해 원균을 다시 전라좌병사로 임명했다. 이때 이원익은 선조를 배견하는 자리에서 "이순신은 경상도 장수 중 제일 훌륭합니다."라고 높이 평가하면서, 원균에 대해서는 "평상시 상관과 다툼이 있기는 하나 전투에는 제법 기용할 만 합니다."라며 유보하는 평가를 내렸다. 남인 인사가 그를 비판하자 이산해의 그가 모함을 당한 것이라며 옹호하였다.
이에 선조가 원균을 호평하며 반박하자, 이원익은 즉각 "원균은 전공 때문에 인정하는 것이지 그렇지 않다면 결코 등용해서는 안 됩니다. 원균에게는 미리 군사를 주어서는 안 되고 전투에 임해 군사를 주어 돌격하도록 해야 합니다. 평시에 군사를 주면 반드시 (원균을) 원망하고 배반하는 자들이 많을 것입니다."라며 제동을 걸고 나섰다. 원균의 용맹과 전공은 인정하나 지휘관의 자질은 없다고 혹평에 가까운 견해를 밝힌 것이다. 이 날의 대화 중에 주목되는 점은 이원익이 "쉽게 대답할 수 없다"라 하며 원균에 대한 평가가 대단히 신중하게 나왔다는 점이다. 그러나 북인들과 서인들은 유성룡과 권율이 이순신과 친한 점을 들어 남인에서 그를 모함한다고 성토했다.
하니, 원익이 아뢰기를,
“전투에 임할 때와 평상시와는 같지 않습니다. 원균(元均)과 같은 사람은 성질이 매우 거세어서 상사(上司)와 문이(文移)하고 절제(節制)하는 사이에 반드시 서로 다투기는 합니다만 전투에 임해서는 제법 기용할 만하다고 합니다.”
하였다. 상이 이르기를,
“원균(元均)에 대해서는 계미년3553)부터 익히 들어왔다. 국사를 위하는 일에 매우 정성스럽고 또한 죽음을 두려워하지 않는다고 한다.”
하니, 원익이 아뢰기를,
“원균은 전공(戰功)이 있기 때문에 인정하는 것이지 그렇지 않다면 결단코 기용해서는 안 되는 인물입니다.”
하고, 김순명(金順命)이 아뢰기를,
“충청도(忠淸道)의 인심이 대부분 불편하게 여긴다고 합니다.”
하였다. 상이 이르기를,
“마음은 순박한데 고집이 세기 때문이다.”
하니, 원익이 아뢰기를,
“원균에게는 군사를 미리 주어서는 안 되고, 전투에 임해서 군사를 주어 돌격전을 하게 해야 합니다. 평상시에는 군사를 거느리게 하면 반드시 원망하고 배반하는 자들이 많을 것입니다.”
하였다. 상이 이르기를,
“전일에 원균을 탐오하다 하여 대론(臺論)이 있었다. 원균은 지극히 청렴한데 탐오하다고 하는 까닭은 무엇인가?”
하니, 김수(金睟)가 아뢰기를,
“전에 조산 만호(造山萬戶)로 있었을 때는 어사(御史) 성낙(成洛)이 장계하여 포장(褒奬)하였습니다.”
하고, 원익이 아뢰기를,
“원균이 어찌 지극히 청렴하기까지야 하겠습니까.”
하고, 조인득(趙仁得)이 아뢰기를,
“소신이 일찍이 종성(鍾城)에서 그를 보니, 비록 만군(萬軍)이 앞에 있다 하더라도 횡돌(橫突)하려는 의지가 있었고, 행군(行軍)도 매우 박실(朴實)하였습니다. 탐탁(貪濁)한지는 모르겠습니다.”
하였다. 상이 이르기를,
“이와 같은 장수는 많이 얻을 수 없다.”
하니, 원익이 아뢰기를,
“이후로 어떻게 될 지는 모르겠습니다.”

위 사료에서 보면 알 수 있듯이 대부분의 신료들이 원균의 지휘능력에 관해서는 불신하는 것을 알 수가 있다.
1596년(선조 29년) 11월에 이르러 황신의 비밀 보고가 도착하면서 일본의 재침략 사실이 확실해졌다. 일본의 침입 목표가 전라도이고, 수륙병진으로 침략할 것이라는 내용이 그 골자였다. 다음 날 윤두수는 대책을 논의하는 자리에서 일본의 해로를 차단하기 위해서는 반드시 원균을 수사로 다시 기용해야 한다는 건의를 하였다. 이원익도 이에 동조했다. 이를 두고 '고니시 유키나카 등이 획책한 반간계가 먹혀든 것이다.'라는 시각도 있다.

### 정유재란

#### 전라 병사 재직 시절
1596년 가을에 다시 전라좌병사로 전속되었다. 이때 왜인들이 여러번 수전(水戰)에 패하자 1596년말 도요토미 히데요시는 조선군에 첩자를 파견한다. 그러나 이때 명나라와 일본이 화의를 교섭하던 중 교섭이 깨지면서 1597년 1월 일본군이 다시 남해안에 상륙한다. 이 무렵 조정에서 그를 수사로 재임명하자는 논의가 나왔다. 1597년 초 가등청정이 대함대를 이끌고 조선에 출정하자 경상우수영에 침투한 히데요시의 첩자 요시라는 가등청정이 소수의 배를 이끌고 온 것처럼 거짓 제보를 한다.
두 나라의 화의(和議)하는 일이 이루어지지 않은 것은 오로지 청정에게서 말미암은 것이기 때문에 행장이 그를 매우 싫어합니다. 지금 청정이 한 척의 배로 바다를 건너올 것이니 만약 바다 가운데서 잠복하여 노린다면 산 채로 사로잡아 포박해 올 수 있으니 삼가 기회를 놓치지 마시오.

이때 일본군 첩자의 주장이 조정에 보고되자 조정에서 믿었다. 위유사(慰諭使) 황신(黃愼)을 보내서 통제사 이순신에게 비밀히 통보하였으나 이순신은 적에게 모계(謀計)가 있음을 알고서 여러 날을 머뭇거렸다.
원균행장에서는 이때 이순신이 적의 모계가 있음을 알고서 여러 날을 머뭇거렸다고 돼 있지만, 실록에서는 이순신에게 명령을 내리기도 전에 가토 기요마사가 상륙했다는 보고를 받게 되며 이 때문에 명령을 취소할 지 늦었더라도 수군을 출동시킬지에 대한 논의를 한다. 이순신은 이에 대해 가토를 놓쳤지만 수군을 출동시켜야 한다고 주장했고 1597년 2월 10일 63척의 전선을 이끌고 부산포로 간다.
하지만 선조는 요시라의 말을 들은 김응서의 보고가 들어 오자 태도를 바꿔서 이순신이 일부러 나가지 않은 것처럼 주장하였고, 이것을 핑계로 통제사에서 파직시킨다. 이순신이 서울로 압송되고 옥에 갇히자 2월 그는 삼도수군통제사로 임명된다.
원균은 이때 자신이라면 부산포 앞에 나갈 것이라는 상소를 올린다.
신의 어리석은 생각에는 수백 명의 수군으로 영등포(永登浦) 앞으로 나가 몰래 가덕도(加德島) 뒤에 주둔하면서 경선(輕船)을 가려 뽑아 삼삼 오오 짝을 지어 절영도(絶影島) 밖에서 무위를 떨치고, 1백여 명이나 2백 명씩 대해(大海)에서 위세를 떨치면, 청정(淸正)은 평소 수전(水戰)이 불리한 것에 겁을 먹고 있었으니, 군사를 거두어 돌아갈 것이라 생각됩니다."

경상도의 주요 항구/포구 및 거점들이 왜군들에게 모두 점령되어 있는 데다가 왜군들이 곳곳에 왜성을 쌓아서 해로를 감제하고 있는 점을 완전히 배제해 실효성이 없는 주장이었고 실제로 원균은 수사로 임명되자 말을 바꾼다. 또한 이는 요즘의 기준으로 말하자면 육군군단장 내지 야전군사령관급이 해군참모총장의 작전에 대해서 왈가왈부한 것으로 심각한 월권행위이다.
이후 조정에서 그를 수사로 재임명하자는 논의가 있던 중 1597년 정월 이순신이 순신이 두류(逗留)하여 나아가지 않음으로써 군기(軍機)를 그르치게 되었다는 이유로 언관들의 탄핵을 받아 서울로 압송되고 옥에 갇히자 2월 그는 삼도수군통제사로 임명된다.
경상도 수군절도사로 삼도수군통제사를 겸임하여 임시로 이순신이 맡고 있던 삼도수군 통제의 업무를 맡았다. 이때 류성룡 등은 이순신의 편을 든 반면 아계 이산해, 오음 윤두수 등은 흔들림 없이 원균을 지원했다.

#### 거제도 전투

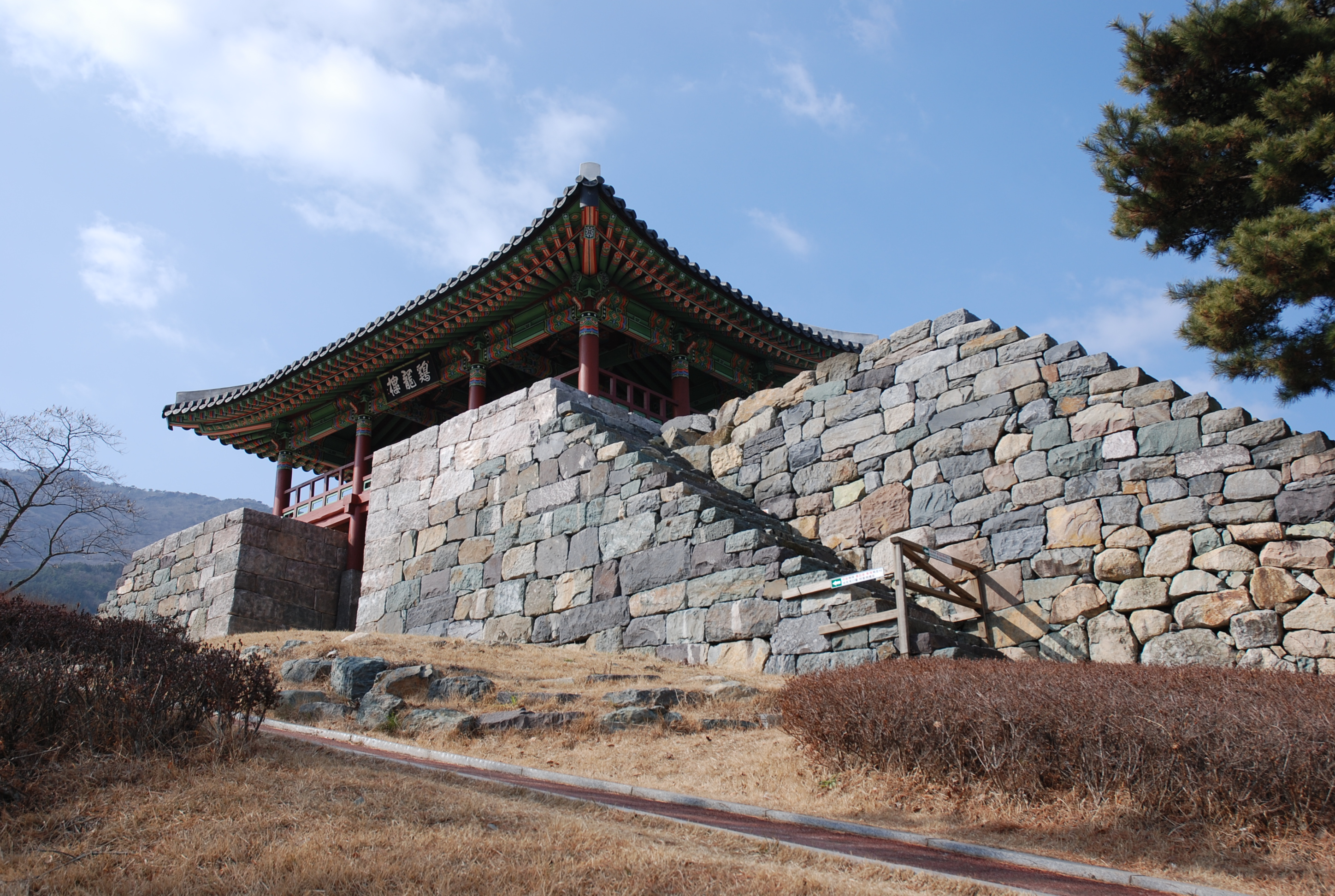
거제 고현성

그러나 원균은 통제사가 되자 역시 나가기를 주저했다. 원균은 '적이 거짓말로 속임을 미루어 살피고서 아군의 힘으로는 부산 바다로 들어가 토벌하는 것은 불가하다'는 뜻을 전달하였다. 조정에서 듣지 않자, 또 아뢰기를, '그렇다면 안골포와 가덕도에 주둔하고 있는 적을 먼저 육군으로써 몰아낸 이후에야 들어가 싸울 수 있습니다.'라고 하였다. 하지만 원균이 이순신 대신 통제사가 된 것은 스스로 부산포에 나가겠다는 상소 때문이었고, 당시 조선의 병력 동원능력을 넘어선 30만의 육군이 출동해 섬인 가덕도를 수군이 아닌 육군으로 쳐 달라는 비현실적인 주장 때문에 이를 듣지 않았다. 체찰사 이원익(李元翼)은 종사관 남이공(南以恭)을 보내서 전투를 재촉하였다. 97년 3월 25일 원균은 통제사가 된 후 승전을 보고하는데, 거제도로 나무하러 온 왜적 80여명을 강화 회담 중이라는 걸 핑계로 술을 먹여 안심시킨 후 부산포로 돌아가게 해 주었다가 조선 수군 전체가 공격하여 전멸시켰다는 것이었다. 비변사에서는 나무하러 온 적을 잡아서 공이라고 보기 어렵다고 했지만 선조는 나무하러 온 적 역시 적이라면서 상을 주라고 하였다.
하지만 이 과정에서 고성 현령 조응도와 140여명의 병력이 전멸하고 판옥선을 뺏겼다는 것이 확인되었고, 일본에서 이것을 항의하면서 원균이 공격하지 않기로 해 놓고 각기 32명과 15명의 나무하러 간 병력을 죽였다고 하면서 포상은 흐지부지된다. 피해를 입은 측에서 주장하는 수가 더 적고 원균이 올려보낸 수급이 47급이었다는 것에서 일본측의 주장에 신뢰성이 있으며, 이 전투 아닌 전투에서 원균은 47명을 잡는 대신 140명과 판옥선 한 척을 잃은 패전이었다는 게 확인되었다.

#### 부산 해전과 퇴각
1597년 7월 초에 도요토미 히데요시는 조선의 수군에 첩자를 보냈다. 도요토미가 보낸 첩자 중 경상우수영에 파견된 요시라는 경상우수사 김응서를 속였다. '왜선(倭船)이 지금 연이어 바다를 건너오고 있으니 그들에게 방비가 없음을 틈타 주사(舟師)로 요격한다면 오히려 이득을 취할 것이오.'하였다. 이때 원균은 왜인의 말이라 믿을 수 없다고 주장했으나 도원수(都元帥) 권율(權慄)은 출전을 명하여 독전(督戰)하였다. 6월 말 원균은 수군을 이끌고 웅천(熊川) 앞바다로 나갔으나 평산포만호 김축과 보성만호 안홍국이 적탄을 맞아 전사했고, 수군은 별 성과 없이 돌아오게 된다.
이때 원균은 2월 초에 이순신이 동원했던 63척보다 두 배 이상 많은 판옥선 134척을 동원했다. 그러나 왜군의 추가 지원군이 나타나자 원균은 바로 군대를 물리고 지원군을 요청했다. 원병(援兵)을 더하여 다시 진격할 계책을 청하였다. 원균은 계속 안골포와 가덕도의 적을 육군이 없애 주기만을 고집했고, 권율은 원균을 잡아다 원문(轅門)에서 곤장을 쳤다. 원균은 어쩔 수 없이 부산포 앞바다로 향하게 된다.
1597년 음력 7월 부산 앞바다에서 왜군이 조선 수군이 무서워서 도주하자, 원균은 급하게 추격하다가 적진 깊숙이 들어간 것을 깨닫지 못하였다. 뱃사람들이 이미 수령(水嶺)을 넘었노라고 고하니 이때 놀라 급히 배를 돌려 퇴각했지만 파도에 의해 12척의 배를 잃게 된다. 후퇴 후 물을 구하기 위해 가덕도에 급히 내렸는데 가덕도의 적이 공격해 왔고 원균은 400명의 병력을 남기고 급히 퇴각한다. 2월 이순신 역시 가덕도에서 공격받았지만 1명이 전사하고 5명이 생포되자 가덕왜성을 공격했고, 요시라가 급히 건너 와서 포로가 된 아군을 돌려 주는 조건으로 공격을 멈추기로 합의했던 것과는 크게 대비되는 결과였다.
이에 권율은 원균을 다시 불러 곤장을 치고 다시 부산포로 나갈 것을 종용한다.

### 패전 그리고 죽음
- 재야사학 기준

1597년 음력 7월 15일 원균은 다시 퇴각하여 그날 저녁 온라도(溫羅島)에 도착했다. 이때 원균은 죽음을 각오할 것을 부하들에게 주문했다.
"일이 이미 이 지경에 이르렀소. 하늘이 순리를 돕지 않으니 오늘의 계책으로는 다만 한 마음으로 순국(殉國)하는 것이 있을 뿐이오."
이 날 밤에 왜적이 비밀히 작은 초탐선(哨探船)을 보내 아군 선단의 사이로 몰래 잠입하였고, 또 병선으로 몰래 밖을 포위하였으나 군중(軍中)에서는 알지 못하였다.

회본태합기에 수록된 칠천량 해전도

음력 7월 16일 새벽 칠천량에 정박했으나 그날 아침 조선군 선박에서 불이 나자, 봉화를 피운뒤 급히 북을 치고 바라를 불어 경상우수영에 변고를 알렸으나 왜군이 밀려왔다. 원균 행장에 의하면 '문득 보니 적선이 사방에서 충돌해 오며 탄환을 비처럼 쏘고 함성 소리가 천지를 진동하여 형세가 산이 무너지는 듯, 바다를 말아올리는 듯하여 막을 수가 없었다.'고 한다. 경상우수사 배설(裵楔)이 닻을 올리고 먼저 달아나니 아군이 결국 무너지고 말았다.
음력 7월 16일 칠천량 해전에서 삼도 수군을 이끌고 왜적과 싸우던 중에 대패하고 배설 등과 함께 육군에 상륙, 그는 거제도로 피신했다가 왜적의 칼에 맞고 전사한다. 당시 그의 나이 향년 58세였다. 그러나 그가 전사하면서 병력을 다수 잃은 점 때문에 당시 조선조정에서는 논란이 일기도 했다. 또한 그의 사망 보고가 제대로 전달되지 않아 처벌 논의가 나오기도 했다.
- 재야사학의 오류

원균행장의 내용과는 달리 최전선에서 적과 싸우다 포로가 되었던 김완의 진술에는 아군을 쫓아오는 적이 겨우 두 척이었고, 아군이 무질서하게 도주한 게 아닌 각기 수사를 따라 후퇴했다는 점이 드러나면서 원균이 지휘권을 유지한 채로 소수의 적 때문에 수군 전체를 춘원포로 이끌었다는 것이 드러났다. 이는 포로가 되었다가 돌아 온 정기수의 보고에도 드러난다.
하루는 ‘지난 6월 수전(水戰)이 있을 적에 왜적이 풍신수길(豊臣秀吉)에게 보고하기를 「조선의 주사(舟師)가 매우 왕성하여 쉽게 거사하기가 쉽지 않다. 」고 하자, 수길이 장왜(將倭) 7인을 파견하여 독전(督戰)하였다. 그런데 장왜들이 한산도(閑山島)의 주사(舟師)가 3식정(息程)이나 연달아 뻗쳐 있는 것을 보고는 크게 놀라 「과연 매우 성대하다. 대항할 수가 없겠다」 하고, 철군해 돌아가려고 하던 즈음에 소서행장(小西行長) 진중의 졸왜(卒倭) 한 사람이 우리 나라의 군사들이 모두 협착한 속에 있어서 배를 제어 할 수 없는 것을 보고 불의에 습격하기 위해 군사를 잠복시켰다가 밤을 타 쳐들어 갔기 때문에 주사(舟師)의 장졸(將卒)이 창황히 질서를 잃었고 적병이 크게 몰려온 줄 알고 모두 육지로 내렸다가 결국 낭패를 당했다. - 선조실록 무술년 2월 23일

배설이 이끄는 병력 이외에 임치 첨사 홍견, 가리포 첨사 이응표, 해남 현감 류형, 녹도 만호 송여종, 조방장 배흥립 등 많은 장수들이 춘원포가 아닌 한산도로 퇴각하였다는 것과 한산도가 함락된 것이 칠천량 해전 이후 일주일이 넘은 후에야 이루어졌다는 것에서 견내량이 막히지 않았던 것을 알 수 있으며, 이런데도 통제사 원균은 춘원포에서 육지로 도망쳤고 수사 이억기와 최호는 적과 싸우다 전사한 것으로 봐서 원균은 지휘체계를 유지한 채로 춘원포로 후퇴했고, 지휘를 따르지 않은 배들은 한산도로 퇴각한 것을 알 수 있다. 군감들이 평가한 칠천량 해전의 전과는 시마즈 160척, 와키자카 야스하루 12척 등으로 200척을 넘지 않는데, 판옥선 이외에 조선 수군의 총 병력이 300척을 넘었다는 것과 전공이 보통 과장되는 것을 생각하면 이 해전의 승리에 크게 의미를 두지 않은 것을 알 수 있다.
또 칠천량 패전 이후 원균이 죽지 않았다는 목격담도 있다.
선조실록 90권, 선조 30년 7월 26일 을묘 5번째 기사 1597년 명 만력(萬曆) 25년
7월 21일에 성첩(成貼)한 도원수 권율의 서장에 아뢰기를,
"신의 군관인 최영길(崔永吉)이 한산도에서 지금에야 비로소 나왔는데 그가 말하기를 ‘원균(元均)이 사지를 벗어나 진주로 향하면서 말하기를, 「사량(蛇梁)에 도착한 대선(大船) 18척과 전라선(全羅船) 20척은 본도에 산재해 있고, 한산에 머물러 있던 군민(軍民)·남녀·군기(軍器)와 여러 곳에서 모여든 잡선(雜船) 등을 남김없이 창선도(昌善島)에 집합시켜 놓았으며, 군량 1만여 석은 일시에 운반하지 못하여 덜어내어 불태웠고, 격군(格軍)은 도망하다 패배한 배는 모두 육지 가까운 곳에 정박시켰으므로 사망자는 많지 않았다. 」고 하였다.’ 하였습니다. 최영길을 곧이어 올려보내겠습니다. 이순신(李舜臣)에게 흩어져 도망한 배를 수습하도록 사량으로 들여보내소서."
하였는데, 비변사에 계하(啓下)하였다.

### 사망 직후
시신은 정유재란이 종결된 후 수습되어 경기도 진위현 도일리에 안장되었다. 후일 원균 묘는 경기도 기념물 제57호로 지정된다. 칠천량 해전에서 패전 후 그의 시신이 수습되지 않아 조정에서는 그가 숨었을 것이라 단정하고 그가 나타났을 때 처벌을 건의하는 상소가 올라가기도 한다.
1603년(선조 36) 임진왜란, 정유재란 당시 공신들을 선정할 때 그는 선무공신 2등에 책록되었으나, 패전을 이유로 공을 깎는 것은 부당하다는 선조 임금의 지시로 선무공신 1등으로 책정된다.
원균은 반드시 패전할 것을 알면서도 할 수 없이 진을 떠나 적을 공격하다가 전군이 괴멸당하고 순국하였다. 원균은 용맹함이 삼군에 으뜸일 뿐 아니라 그의 지략이 또한 출중했다. 나는 일찍이 원균이 지용(智勇)을 겸비한 장수로 그 운명이 때를 잘못 만나 공은 이지러지고 결국 패전하게 되어, 그의 마음과 행적이 정당하게 밝혀지지 못함을 안타깝게 여기는 바이다. 오늘날 공(功)을 의논하는 마당에 그를 2등에 두려 하니 어찌 원통하지 아니하리오. 원균의 눈이 또한 지하에서 감겨지지 못할 것이로다.

그 뒤 효충장의적의협력선무공신 1등에 녹훈되고 증 숭록대부 의정부좌찬성 겸 판의금부사에 추증되고 원릉군(元陵君)에 추봉된다.

### 사후
사후 불천위로 지정되고, 고향인 진위현 도일리에 사당이 세워졌다. 한편 원균의 사후 그의 집안은 가난을 면치 못하였다. 임진왜란 당시 원균과 아들인 원사웅이 함께 전사했고, 당시 남은 핏덩이 손자로 대를 이었으며 96세에 졸한 원균의 부인이 국가에 생활의 어려움을 호소하여 상신한 바 있다. 그러나 아들 원사웅 이 1597년 6월 19일 칠천량 해전에서 아버지 원균을 보호하다가 전사했다고 일반적으로 알려져 있지만 이때 전사하지 않았고 정확한 년도는 불명이지만 공신회맹록에 사망등의 이유로 논의되는 승계가 1646년에 기록된 것으로 보아 그이전에 사망한 것으로 추정된다 부인 파평윤씨는 1642년 6월 홍성군 홍주에서 사망했으나 시신을 거둘 이 없었는데, 그해 7월 호노(戶奴)인 백종(白從)이 왕에게 상소를 올려 예장하였다.
원균의 묘소 뒤에는 선조가 하사한 말의 무덤이 있다.
그러나 그에 대한 부정적인 평가는 계속되었다. 택당 이식이 쓴 이순신 장군 시장(諡狀)과 정조가 찬한 이순신 장군 신도비명, 오성 이항복이 쓴 전라좌수영대첩비, 우암 송시열이 쓴 명량묘비, 잠곡 김육이 쓴 신도비명, 서애 류성룡의 징비록 기록 등이다. 그 외에도 후대에 쓰인 많은 글들이 이 기록들을 바탕으로 원균의 부정적인 이미지를 확대재생산했다. 그 외에도 원균의 친척이었던 안방준의 은봉전서 등 당대의 기록에 이미 원균은 극히 부정적으로 기록돼 있으며, 1600년에 쓰여진 달천몽유록에도 원균은 장수 자리에도 끼지 못 하고 귀신들에게 희롱이나 당하는 부정적인 입장으로 나온다.
긴 시냇가에서 여러 귀신들이 손뼉을 치며 웃으므로 그 까닭을 물으니 통제사 원균(元均)을 기롱하고 있는 것이었다. 배는 불룩하고, 입은 삐뚤어지고, 얼굴빛은 흙빛이 되어 기어왔으나 퇴짜를 맞고 참여하지 못하였던 것이다. 언덕에 의지하여 두 발을 죽 뻗고 주저앉아 주먹을 불끈 쥐고 길게 탄식할 뿐이다. 파담자 역시 크게 웃고 조롱하다가 기지개를 켜고 깨어나니, 그것은 한바탕 꿈이었다.

그 뒤 원균의 후손들은 억울함을 토로하였고, 원균의 증손자로부터 억울함을 호소받은 송시열의 제자들이 원균의 행장을 새로 짓기도 한다. 그 뒤 우암 송시열의 문인인 현석 박세채와 송시열의 다른 문인인 후재(厚齋) 김간(金幹, 1646-1732) 등이 행장을 썼다. 그들은 모두 원균의 패전 이유의 하나로 '중과부적(衆寡不敵)'을 지적하였지만 이는 관련사료를 제대로 살펴보지 않아 생겨난 오류로서 당시 끝까지 싸우다 포로로 잡힌 김완의 사료를 보면, 원균은 만여 명의 대군과 160척의 배를 이끌고 진격하다 야간에 기습한 단 2척의 적을 보고 전군을 이끌고 후퇴하였다고 기록되어 있다. 또한 김완은 기습을 받은 당시에 원균이 술에 취해 있었다고 주장한다.

#### 사후 관작

선무공신 리스트
이순신, 권율에 이어 세 번째에 원균의 이름이 보인다.

원균의 선무공신 교지 (1603년)

1603년 음력 6월 선무공신 훈1등에 녹훈되었고 증 숭록대부 의정부 좌찬성겸 판의금부사 원릉군(原陵君)에 추봉되었다. 1605년 왕이 내린 치제문과 숙종 때의 대사헌 김간(金幹)이 편찬한 〈통제사원균증좌찬성공행장(統制使元均贈左贊成公行狀)〉이 있다.
전사 직후 그의 전사 사실이 바로 통보되지 않아 선조실록에는 8월의 기사에 그가 나타날 때까지 기다렸다가 책임을 물어야 된다는 기사가 나타난다. 그러나 인조 반정 이후 기록된 선조수정실록에 의하면 그는 7월 16일 전사한 것이 기록된다.
후일 원균의 선무공신 교지는 후손들에 의해 기증되었으며 대한민국 보물 제1133호로 지정되었다.

## 가족 관계
원균에게는 여러 형제가 있었는데, 이들은 뛰어난 무인(武人)들이었다. 원준량의 차남이었던 원연(1543년 ~ 1597년)은 사마시(司馬試)에 합격한 후 향리에 은거하다가 임진왜란 당시 의병을 일으켜 큰 공을 세웠던 인물이며 정유재란 때에는 적성현감을 제수받아 왜적과 싸우다 전사하였다. 또 셋째 원전은 무과에 급제한 후 임진왜란 당시 고성현감으로 있다가 원균 부대의 종사관으로 참여하였다가 전사하였다. 또 원연의 아들이었던 원사립(1569년 ~ 1610년)도 무과에 급제한 뒤 진주목사, 김해부사 등을 지내며, 여진족과 왜군의 토벌에 공을 세웠다. 원균의 부하에도 남해현령 기효근, 옥포만호 이운룡(李雲龍) 등이 있다.
- 부친 : 원준량(元俊良)
- 모친 : 양희증(梁希曾)의 딸 남원 양씨
- 장인 : 파평 윤씨 파원군(坡原君) 윤언성(尹彦誠, 1524 ~ ?)
- 장모 : 조우신(趙又新)의 딸 평양 조씨
  - 정부인 : 정경부인() 윤차심(尹次深, 1546년 ~ 1642년 9월 16일)[41]
    - 적장녀 : 청주 한씨 한억(韓嶷)의 처

  - 측실 : 미상
    - 서자[42] : 원사웅(元士雄, 1575 ~ 1646 이전)
    - 자부 : 구삼락(具三樂)의 딸 능성 구씨
      - 손자 : 원필(元珌)

    - 자부 : 성여학(成汝學)의 딸 창녕 성씨
      - 손자 : 원염(元琰)

  - 측실 : 미상
    - 서장녀 : 이신춘(李新春)의 측실
    - 서차녀 : 원정일(元貞一) - 의신군(義信君) 이비(李備)의 측실
      - 외손자 : 원평부령(原平副令) 이박(李珀, 1598 ~ ?)
      - 외손자 : 원계부령(原溪副令) 이경(李瓊, 1601 ~ ?)
      - 외손자 : 원흥부령(原興副令) 이거(李琚, 1602 ~ ?)
      - 외손자 : 원창군(原昌君) 이구(李玖, 1605 ~ ?)
      - 외손녀 : 이혜숙(李蕙淑, 1609 ~ ?)
      - 외손녀 : 이의숙(李懿淑, 1611 ~ ?)
      - 외손자 : 원인부령(原仁副令) 이락(李珞, 1613 ~ ?)
      - 외손자 : 이기숙(李己淑, 1620 ~ ?)

    - 서3녀 : 조정견(趙廷堅)의 측실
    - 서4녀 : 정항(鄭沆)의 측실

## 평가와 비판

### 종합
임진왜란 당시 조선의 군인이었음에도 지나치게 폄하되었다는 주장이 있다. 이 주장은 학계에서는 거센 반론을 받고 폐기되었으나 소설과 드라마 등에서 계속 다뤄지고 있다.

### 부정적 평가
임진왜란 당시 이순신과 원균의 갈등은 누가 옳은지에 관한 논의와 상관없이 조선 수군 지휘부의 분열을 의미했다. 국난의 위기에서 극심한 갈등을 빚은 두 사람 역시 이러한 책임에서 자유로울 수 없다.
당시사료를 보면 당대사람들이 원균이 용장이라고 주장하나 실제로 용장으로서의 모습을 보인 기록이 전무한데다 아군 병사들과 백성들에게는 가혹하게 굴며 왜적만 보면 도주하는 장수가 용장이 될 수 있는가에는 의문이 생길 수밖에 없으며 조정에 목을 보내는데 집착하고 공을 세우는데 욕심을 냈다는 사료를 참고해보면 사실은 자기가 겁을 먹었다는 사실을 들키지 않기 위해 허풍을 떤 것이 아닌가 하는 추측이 있다.
선조실록의 사관은 “탐욕스럽고 잔혹함이 지나치다”라고 평가했다.

#### 관련 사료들

##### 실록 기록들
1. 
경상 우수사(慶尙右水使) 원균(元均)을 충청 절도사(忠淸節度使)로 옮겨 제수하였다.
균이 이순신의 차장(次將)이 된 점을 부끄럽게 여기고서 절제(節制)를 받지 않으니 순신은 여러 차례 글을 올려 사면을 청하였다. 이에 조정에서는 누차 도원수로 하여금 공죄(功罪)를 조사하게 하였는데, 균은 더욱 거침없이 욕지거리를 내뱉어 하는 말이 모두 추악하였으며, 순신 또한 균이 공상(功狀)이 없음을 말하는 가운데 실상과 다른 한 조목이 끼어 있었다. 그런데 조정에서는 대부분 원균을 편들었으므로 마침내 모두 탄핵을 당했다.
상이 다시 비변사로 하여금 조정하게 하였는데, 단지 균은 체차(遞差)시켜 육장(陸將)을 삼고 순신은 병사로 죄책감을 가지고 스스로 공을 세우게 하였다. 균은 서울과 가까운 진(鎭)에 부임하여 총애받는 권신(權臣)과 결탁해 날마다 허황된 말로 순신을 헐뜯었는데, 순신은 성품이 곧고 굳세어 조정 안에서 대부분 순신을 미워하고 균을 칭찬하였으므로 명실(名實)이 도치되었다.-선수 28권, 27년(1594 갑오 / 명 만력(萬曆) 22년) 12월 1일(갑진) 7번째 기사
경상 우수사 원균을 충청 절도사로 옮겨 제수하다-

2. 
사신은 논한다. 위 헌공(衛獻公)이 망명했다가 위나라로 돌아올 적에 교외에 이르러 수종했던 사람들에게 고을을 나누어 준 다음 들어오려 하자 유강(柳莊)이 말하기를 ‘만일에 모두가 사직을 지켰더라면 누가 고삐를 잡고 따라갔을 것이며, 모두가 따라갔더라면 누가 사직을 지켰겠습니까. 임금께서 나라에 돌아와 사정(私情)을 쓰려 하시니 불가한 일이 아닙니까.’ 하니, 나누어 주지 않았었다. 환시는 나라 임금의 가노(家奴)로서 녹훈한 일은 고찰해 볼 데가 없다. 원균은 주함(舟艦)을 침몰시키고 군사를 해산시킨 죄가 매우 컸다.-선조 163권, 36년(1603 계묘 / 명 만력(萬曆) 31년) 6월 26일(신해) 2번째 기사
원균의 등급에 대해 의논하다-

3. 
상이 이르기를,
“지난해 한산(閑山) 싸움의 패배에 있어 수군(水軍) 제장들에 대하여 즉시 공(功)과 죄(罪)를 가려내어 법대로 처리했어야 했는데도, 아직까지 고식적인 습관에만 젖어 위엄을 밝히는 교훈을 보여줄 생각을 않고 있다. 지금까지 한 사람의 죄도 바로잡지 않고 한 사람의 공도 포상을 하지 않고서 그들로 하여금 죄를 진 채 공을 세워 속죄하도록 하자는 것에 불과한데, 이에 대하여 비변사는 어떠한 소견을 가지고 있는지 모르지만 그렇게 하다가는 비록 한백(韓白)4008) 이 장수가 되더라도 싸움을 승리로 이끌지는 못할 것이다. 도원수마저도 대수롭잖은 일로 보아 한 명의 교위(校尉)라도 목을 베어 군율(軍律)을 크게 진기시키지 않고 있으니, 어떻게 일을 성사시킬 수 있겠는가. 옛사람이 삼군(三軍)으로 하여금 죽음을 영광으로 삶을 치욕으로 생각하게 할 수 있었던 것은 오직 권징(勸懲)이 분명했기 때문이다. 지금 한산 싸움에 대하여 실시한 권징은 과연 어떠한가. 이 일은 여느 심상한 일이 아니니 서둘러 권징을 시행해야 할 것이다. 세월이 점점 오래되고 나면 사실을 밝히기가 쉽지 않을 것이다.”
하였는데, 비변사가 아뢰기를,
“원균(元均)이 주장(主將)으로서 절제(節制)를 제대로 하지 못하여 적들로 하여금 불의에 기습을 감행하도록 하여 전군(全軍)이 함몰되게 하였으니 죄는 모두 주장에게 있다 하겠습니다. 그러나 그 아래 각 장사들의 공죄(功罪)에 대해서도 신상 필벌을 행하여 군기(軍紀)를 바로잡지 않으면 안 되겠습니다.”
하니, 상이 이르기를,
“원균 한 사람에게만 핑계대지 말라.”
하였다. 【이산해(李山海)와 윤두수(尹斗壽)가 그렇게 아뢰게 한 것이다. 】
사신은 논한다. 한산의 패배에 대하여 원균은 책형(磔刑)을 받아야 하고 다른 장졸(將卒)들은 모두 죄가 없다. 왜냐하면 원균이라는 사람은 원래 거칠고 사나운 하나의 무지한 위인으로서 당초 이순신(李舜臣)과 공로 다툼을 하면서 백방으로 상대를 모함하여 결국 이순신을 몰아내고 자신이 그 자리에 앉았기 때문이다. 겉으로는 일격에 적을 섬멸할 듯 큰소리를 쳤으나, 지혜가 고갈되어 군사가 패하자 배를 버리고 뭍으로 올라와 사졸들이 모두 어육(魚肉)이 되게 만들었으니, 그때 그 죄를 누가 책임져야 할 것인가. 한산에서 한 번 패하자 뒤이어 호남(湖南)이 함몰되었고, 호남이 함몰되고서는 나랏일이 다시 어찌할 수 없게 되어버렸다. 시사를 목도하건대 가슴이 찢어지고 뼈가 녹으려 한다. -선조 99권, 31년(1598 무술 / 명 만력(萬曆) 26년) 4월 2일(병진) 2번째 기사
한산 전투에서 패배한 장수들을 징계하도록 하니, 비변사가 원균의 징계를 청하다-

- 위 1~3의 사료를 보면 그 당시 사람들이 원균에 대해 매우 부정적으로 평가하고 있는 것을 알 수 있다.

4. 
민정중이 말하기를 "원균이 전선을 많이 모아 바다에 침몰시키고 달아났으나, 이순신이 십여 척으로 적을 격파하였는데, 쓰인 배는 또한 모두 위급한 상황에 임하여 만들었던 것이었습니다. 장차 마땅한 사람을 얻지 못한다면 배가 비록 많다 하더라도 또한 어디에 쓰겠습니까?" 하니 임금이 명하여 상의해서 변통하도록 하였다. 『숙종실록』숙종7년(1681) 5월 3일 기사

- 민정중은 송시열의 문인으로 원균과 같은 서인이었다. 숙종 시기는 예송논쟁으로 인해 서인과 남인간의 갈등의 골이 깊은 상태였음에도, 같은 서인인 원균을 비난하고 반대 당파 사람인 이순신을 칭송하고 있다.

5. 
또 적을 막는 길은 오로지 장수다운 사람을 얻느냐 못 얻느냐에 달려 있는 것입니다. 하나의 통영인데도 원균이 장수가 되자 군대 전체가 패망하고, 이순신이 장수가 되자 가는 곳마다 겨룰 만한 상대가 없었습니다.『영조실록』영조26년(1750) 7월 3일 기사원균이 장수가 되어서는 패전하였고 이순신이 장수가 되어서는 승전했으니, 장수의 잘하고 잘못하는 데에 달려 있는 것이지, 어찌 선척(船隻:배)의 낙인(烙印) 여부에 달려 있는 것이 겠습니까?『영조실록』영조29년(1753) 2월 22일 기사

- 시간이 흐른 뒤에도 사람들은 원균을 패장으로 이순신은 승장으로 여기고 있음을 알 수 있다.

6. 영조의 뒤를 이은 정조는 왕명으로 이순신의 업적을 기린 『이충무공전서』를 발간하도록 했다. 이 책의 서두에는 정조의 윤음(국왕이 관인과 인민을 타이르는 내용을 담은 문서)이 실려있다. 정조는 원균을 1등공신으로 임명하여 그를 칭송한 선조를 비판하는 위험성까지 감수하여 이순신을 긍정적으로 평가했다. 『이충무공전서』는 원균이 칠천량 전투에서 허겁지겁 도망치다 왜군에게 붙잡히자 목숨을 구걸하다 목이 베이는 비굴한 모습으로 묘사된다. 정조 집권기에 국책사업으로 이순신을 기리는 『이충무공전서』를 발간했다는 것은 의미가 크다. 당시 정조집권기 조정은 서인계열인 노론이 조정을 장악한 상황이었다. 이런 상황임에도 같은 서인인 원균이 아닌 동인 계열의 이순신을 기리는 전서를 펴냈다는 건 당시 사람들이 이순신과 원균에 대한 인식이 어떠했는지 보여주는 의미있는 증거다.

7. 
용인의 유학 안석광이 상언 하기를, "신의 6대조 안홍국은 힘껏 싸우다가 만력 정유년 6월 19일 안골포 앞 나루에서 한 몸을 바쳤는데, 충무공전서에는 통제사 원균과 7월 15일 한산도의 군진이 무너질 때에 같이 죽었다고 기록되었습니다. 죽은 것은 같으나 싸우다가 죽은 것과 군진이 무너져서 죽은 것은 아주 다릅니다. 뜻을 두었던 일이 이로 인하여 묻혀 버리고 공적이 이로 말미암아 없어졌으니, 삼가 바라건데 특명으로 충무공전서에 고쳐 기록하게 해 주소서" 하였다.예조가 아뢰기를"힘껏 싸우다가 죽은 것이나 군진이 무너져서 죽은 것이나 죽은 것은 마찬가지입니다만 용맹함과 비겁함은 판이합니다. 지명과 날짜가 이처럼 서로 틀리니, 당초 책을 편집한 신하로 하여금 사적을 다시 상고해서 바로잡도록 하소서.하니 하교하기를 "내각으로 하여금 공사의 문적을 다시 고증하게 한 뒤 바로잡아야 하거든 바로잡도록 하라." 하였다.『정조실록』영조21년(1797) 2월 22일 기사

- 안흥국은 보성군수로 칠전량 전투에서 전사했다. 그 후손인 안석광이 자신의 조상이 용감하게 싸우다 전사했지, 원균과 도망치다 죽은 것이 아니라며 이충무공전서에 기록된 조상의 사적을 고쳐달라 요청했고, 조정에서 이를 받아들여 내용을 수정했다는 것이다. 쉽게 말하면 안석광은 자신의 조상 안흥국이 원균 같은 겁쟁이가 아니라는 것을 조정에 밝힌 것이다.

8. 
...(상략)【기효례는 일찍이 남해 현령(南海縣令)으로 이순신(李舜臣)이 적을 토벌할 때 법을 어겨 죽게 되었는데 그가 음식으로 원균(元均)에게 아첨하여 죽음을 면하였다. 그런데 자헌은 그가 일가인 것 때문에 선무 공신(宣武功臣)에 수록시켰다. 】(하략)...-광해 4권, 즉위년(1608 무신 / 명 만력(萬曆) 36년) 5월 16일(신축) 2번째 기사 양사가 합사하여 기자헌·이홍로·이진을 처벌하여야 한다고 아뢰다-

- 원균이 다른 이에게 뇌물을 받았음을 알 수 있는 사료이다.

9. 
사헌부가 아뢰기를,
“각도의 병사(兵使)에게는 본래 종사관(從事官)이 없는 법인데, 충청 병사(忠淸兵使) 원균(元均)은 전 군수(郡守)【최덕순(崔德峋)을사신은 논한다. 최덕순은 음관(蔭官)으로서 추솔하고 비루하여 한 가지 점도 취할 것이 없다. 임진란 때 가평 군수(加平郡守)로 있으면서 우리 나라의 피난민을 죽여서 머리를 깎고 이마에 문신을 새겨 왜인의 형색을 만들어 행재소(行在所)에 거짓으로 보고하고 상공(上功)을 노리다가 여러 사람이 목격하여 정상이 드러났다. 그런데도 그에게 형이 가해지지 않았으니, 통탄함을 이루 말할 수 있겠는가. 대관(臺官)의 이 논란 역시 너무 가벼운 것이다.】 종사관의 명칭을 붙여 수행시킬 것을 계청하여 거느리고 갔으니, 이는 법규에 어긋나는 처사로서 지극히 잘못된 것입니다. 덕순은 바야흐로 도내에 우거(寓居)하고 있다가 연줄을 이용해 간청하여 이 소임을 맡게 되었으나 별로 하는 일도 없이 열읍(列邑)에 전식(傳食)하므로 많은 폐단을 끼치고 있습니다. 원균을 추고하고 최덕순의 종사관 칭호를 없애소서.”
하니, 상이 이르기를,
“병사는 추고할 수 없다. 칭호를 없애는 일은 아뢴 대로 하라.”
하였다.
-선조 71권, 29년(1596 병신 / 명 만력(萬曆) 24년) 1월 12일(기묘) 1번째 기사
사헌부에서 충청 병사 원균의 추고와 최덕순의 종사관 칭호를 박탈하도록 청하다-

##### 그외의 기록들
1. 기록에 의하면 한산도 해전 직후 이순신에게 위임받은 패잔병 처리 임무에 실패하자 이를 만회하기 위해 일본에 잡혀갔다 돌아오던 조선인 여성등과 어린 아이들을 모두 죽여 왜군의 목을 벤 것이라 속였다. 이후 난중일기에 의하면 두번 더 이러한 일이 있었다고 한다.
일본으로 잡혀간 여자들은 관백(關伯) 평수길(平秀吉)이 엄히 금지시켜 되돌려 보냈는데 수사(水使:원균)가 적선을 쳐부순 날에 배에 가득 실려있던 아이들과 여자들이 우리나라 사람이라고 외쳤으나 듣고도 못 들은 척하고 모두 목을 쳤다고 한다. 이로써 송서(宋瑞)의 딸과 손녀도 우리나라 사람 손에 죽은 것이 아니겠는가 -정만록-

2월 28일 [양력 3월 30일]<계축> 맑으며 바람조차 없다.
새벽에 출항하여 가덕에 이르니, 웅천의 적들은 기가 죽어 대항할 생각조차 못하고 있다. 우리 배가 바로 김해강 아래쪽 독사이 목(禿沙伊項:부산시 강서구 명지동)으로 향하는데, 우부장이 변고를 알리므로, 여러 배들이 돛을 달고 급히 달려가 작은 섬을 에워싸고 보니, 경상수사 원균(元均)의 군관의 배와 가덕첨사의 사후선(척후선) 등 두 척이 섬에서 들락날락 하는데, 그 짓거리가 황당했다. 두 배를 잡아 매어 경상수사 원균에게 보냈던 바, 수사 (원균)가 크게 성을 냈다고 했다. 알고 보니, 그 본의는 군관을 보내어 어부들의 목을 찾고 있었던 까닭이었다. 초저녁에 아들 염(苒)이 왔다. 사화랑에서 잤다.

2. 난중잡록에도 그에 대한 비판이 나와있다.
(상략)...나는 적을 만나 싸울 때 거리가 멀면 편전을 쓰고 가까우면 장전을 쓰며, 육박전이 벌어지면 칼을 사용하고 칼이 부러지면 정(釘)으로 싸우니, 이기지 못할 리가 없습니다...라고 말했다. 총대장이나 된 자가 직접 나서서 활을 쏘고 칼을 휘두르는 것이 말이나 된단 말인가...(하략) -난중잡록-

3. 
백사(이항복의 호)가 말하기를 "주상께서 일찍이 수군과 육군을 지휘한 여러 장수들의 공을 논하면서 '이순신과 원균의 해상 대첩과 권율의 행주 대첩이 마땅히 으뜸가는 공이다'고 하였으니, 이는 바뀔 수 없는 정론이다."하였고 또 말하기를 "원균은 다만 남에 의지해서 성공한 자이니, 감히 이순신과 공을 겨룰 수는 없다"고 하였다.백사는 대체 무슨 생각으로 그렇게 잘못된 말을 했겠는가? 왜적이 수군을 거느리고 멀리 호남을 향해 진격해 갔을 때 이순신은 목숨을 걸고 계략을 짜내어 한산도에서 차단함으로써 적으로 하여금 6년 동안이나 서쪽으로 노를 저어가지 못하도록 하였다. 반면 원균은 겁이 많아 어찌할 바를 모르다가 스스로 전설을 모두 침몰시키고는 섬으로 도망가 숨었다. 그러나 이순신은 군중으로 데려다 놓고 돈과 군량을 넉넉히 보내 주었고, 노획한 적의 머리와 포로를 원균에게 나누어주어, 원균이 군율로 다스려짐을 면하게 했을 뿐 아니라 또 상까지 받도록 했다.원균은 이토록 이순신에게 받은 은혜가 참으로 셀 수 없이 많았는데도, 오히려 시기하고 질투하는 마음을 품어 이순신을 해치는 데 못할 것이 없었다. 이순신이 스스로 바다의 왕(海王)을 자처하고 있다는 헛소문을 퍼뜨렸고, 가등청정(가토 기요마사)이 바다를 건너게 되자 은밀히 장계를 올려 이순신이 겁을 먹고 출진하지 못했다고 말하여, 이순신은 체포되어 국문을 받기에 이르렀다. 결국 원균이 그를 대신하였으나, 한시도 버티지 못하고 온 수군이 침몰하니, 목을 벨 죄만 있지 기록할만한 공은 없는데도 도리어 이순신, 권율과 더불어 칭송하는 것은 대체 무슨 이유에서인가?원균은 대대로 한양에서 살면서 그의 가족들이 지위 높은 대신과 인맥을 맺고 또 시국을 담당한 사람을 아첨으로 섬겨 그를 도와준 자가 많았다. 그 때문에 임금을 속이고 형벌과 상을 뒤엎은 것인데 백사는 ㄱ런 사실을 들어보지 못했는가? 어전에서 공을 논할 때 어찌하여 이를 아뢰어 우리 선왕(先王)으로 하여금 옳고 그름을 명백히 알도록 하지 않았는가? 물러 나온 뒤에 처음에는 '바뀔 수 없는 정론'이라 말하고 끝에서는 '감히 이순신과 공을 겨룰 수 없다'고 말하니, 정론이란 과연 그런 것인가? 『은봉전서』

『은봉전서』의 저자 안방준은 이항복이 더 강한 어조로 원균을 비판하지 않은 것에 대해 따지고 있다. 안방준은 경상도에서 활약한 의병장으로, 원균과 같은 당파인 서인이었다. 게다가 그는 원균과 친인척 사이였고, 현장에서 직접 활동했기에 원균에 대해 있지도 않은 험담을 지어낼 가능성은 없다.

4. 
원균은 나의 중부 동암공(안중홍)의 처 원씨의 친족이다. 그가 통제사로 부임하던 날, 중부를 찾아와 인사하고 말하기를, "나는 이 직책에 오른 것이 영광스럽지 않고 오직 이순신에 대한 치욕을 값은 것이 통쾌할 뿐입니다."라고 하였다.
중부께서 "그대가 왜적을 무찌르는데 성심을 다하여 그 공로가 이순신보다 더 뛰어나면 치욕을 씻었다고 말할 수 있겠지만 고작 이순신을 갈아치운 것으로 통쾌히 여기면 어찌 치욕을 씻었다고 말할 수 있겠는가?"라고 하자 원균은 "내가 적을 만나 싸우게 되면 먼 거리에서 편전과 장전을 쓰고, 가까이에서는 칼과 곤봉을 사용하면 되니 이기지 못할 까닭이 없소."라고 하였다. 중부는 웃으며 말하기를 "대장이 되어서 직접 칼과 곤봉을 사용하는 지경에 이르러서야 되겠는가?" 라고 하였다. 원균이 돌아가자, 중부께서 나에게 이르기를, "원균의 사람됨을 보니 큰일을 하기는 틀렸다. 조괄과 기겁도 저 정도는 아니었을 것이다." 하고 오래도록 탄식하였다. 남쪽 사람들은 지금도 이 일을 말하면 팔뚝을 걷고 분통해 하지 않는 이가 없다.『은봉전서』

이는 원균이 이순신을 몰아내고 삼도 수군통제사로 부임하기 전 먼친척 되는 안중홍을 찾아가 나눈 이야기로서 여기 나온 조괄과 기겁은 중국 전국시대 장수로서 자신의 전임자를 몰아내고 싸웠다가 대패한 대표적인 인물들이다.

5. 
...(상략)이순신이 남쪽으로 향하는 길에 그를 만나러 온 사람들은 한산도에 있는 원균의 행실에 대해 여러 가지 이야기를 들려주었다. 5월 8일 원균은 이순신에게 편지를 보내 조상하였다. 이순신은 그것이 원규의 진심에서 우러나온 것이 아니라 도원수의 명령에 따른 것이라고 여겼다. 그날 이경신이 한산도에서 와 원균의 일을 전해주었다. 자신이 데리고 온 서리를 곡식 사라는 구실로 육지에 보내놓고 그 처를 사통하려 했다는 이야기. 조정에 뇌물로 올려보내는 짐이 서울 길에 잇달았다는 이야기 등이었다.(하략)...

6. 난중일기에 등장하는 원균에 대한 기록들이다.
- 1593년
2월 8일. 아침에 영남우수사가 내 배로 와서 전라우수사의 기약 늦어진 잘못을 몹시 탓하며 지금 곧 먼저 떠나겠노라고 하였다. 나는 애써 말려 기다리게 하고 "오늘 해 안으로는 당도할 것"이라고 약속하였다. 그랬더니 과연 정오에 돛을 달고 들어오므로 온 진중이 바라보고 기뻐 뛰지 않는 이가 없었다.
2월 22일 (중략) 곧이어 진도(珍島) 상선(上船)이 또 적에게 둘러 싸여 거의 구할 수 없게 되었는데 우후가 바로 들어가 구원해 내었다. 경상 좌위장과 우부장은 보고도 못 본 척하며 끝까지 돌아서서 구원해 내지 않았으니 그 어이없음은 이루 말할 수 없다. 참으로 통분하다. 이 때문에 경상수사에게 따져 물었지만, 가히 한탄스럽다. 오늘 통분한 것은 무슨 말로 다하랴. 모두 경상수사 때문이다.
2월 23일. 원 수사(원균)가 와서 보았다. 그 음흉함은 말로 표현할 길이 없다.
2월 28일. 김해강 아래쪽 독사이항으로 향하는데 우부장(김득광)이 변고를 알려왔으므로 여러 배들이 돛을 달고 급히 가서 작은 섬을 에워싸고 보니 경상수사 군관의 배와 가덕 첨사(전응린)의 사후선(척후선) 등 2척이 섬에서 들락날락하면서 태도조차 수상하므로 묶어서 원수사에게 보냈던바, 수사가 크게 성을 내는 것은 그 본의가 군관을 보내어 고기 잡는 사람들의 머리를 베어오는 데 있었던 까닭이다.
3월 2일. 비. 종일 비가 왔다. 배 봉창 밑에 앉았노라니 온갖 생각에 가슴이 치밀어 올라 회포가 어지럽다...이영남, 이여념이 왔다. 그들에게 원 수사의 비리(非理)를 들으니 한탄스럽다.
5월 14일. 선전관 박진종(朴振宗)과 선전관 영산령(寧山令) 복윤(福胤)이 임금의 분부를 가지고 같이 왔다. 그들에게서 명나라 군사들의 하는 짓을 들으니 참으로 통탄스러웠다. 내가 우수사의 배로 옮겨 타고 선전관과 이야기하며 술을 두어 순배 나누고 있을 때 영남수사 원균이 와서 술주정을 부렸는데 온 배 안 장병들로 분개하지 않는 사람이 없었다. 그 속이고 망령됨은 말할 길이 없다.
5월 15일. 아침에 낙안군수 신호가 와서 보았다. 윤동구(尹東耈)가 그 대장의 장계 초본을 가지고 왔는데 그 고약스러움은 말할 길이 없다.
5월 21일. 원 수사가 허위내용으로 공문을 돌려 대군을 소동케 하였다. 군중에서조차 속임이 이러하니 그 고약스러움을 말할 길이 없다.
5월 27일. 영남우병사 최경회의 답장이 왔는데, 원 수사가 송경략이 보낸 화전(火箭)을 혼자 쓰려고 꾀하고 있다니, 매우 가소롭다.
5월 30일. 원 수사가 송 경략[36]이 보낸 화전(火箭)을 혼자 쓰려고 꾀하였으나 병사(兵使)의 공문에 따라서 나눠 보내라고 하였더니, 공문을 인정하지 않는 심한 언사로 무리한 말만 많이 하니 우스웠다. 명나라 고관이 보낸 화공(火攻) 무기인 화전 1,530개를 나눠 보내지 않고 독차지해서 쓰려고 하다니, 도저히 말이 되지 않는 일이다.
남해 기효근이 배를 내 배 곁에 대었는데 그 배 속에 어린 색시를 싣고서는 남이 알까봐 두려워하니 가소롭다. 이 같이 나라가 위급한 때를 당하고도 예쁜 색시를 태우기까지 하니 그 마음 씀씀이야말로 이루 다 말할 길이 없다. 그러나 그 대장인 원 수사 또한 그러하니 어찌 하랴.
6월, 나고야에는 10만여 왜군이 조선 출정을 대기하고 있었고, 북쪽으로부터는 16만의 왜군이 남하해 내려오고 있었지만, 기효근과 원균은 병선에 '예쁜 색시'를 태우고 다녔다.
6월 10일. 새벽 2시에 원 수사의 공문이 왔는데 '내일 새벽에 나가 (적을) 치자'고 하였다. 그의 시기(猜忌)와 흉모(凶謀)는 형언할 길이 없다. 이날 밤으로는 대답하지 않았다.
6월 11일. 아침에 적을 토벌할 일로 공문을 만들어 영남수사에게 보냈더니 술이 취하여 인사불성이라고 하였다.
7월 21일. 경상우수사와 정 수사가 한꺼번에 와서 적을 토벌할 일을 의논하는데 원 수사의 하는 말은 극히 흉측하고 말할 수 없는 흉계이다. 이러하고서 일을 같이 한다면 뒷걱정이 없을까?
7월 28일. 사도첨사가 복병했을 때 잡은 보자기 10명이 왜복으로 변장해 입고서 하는 짓들이 수상하다고 하므로 자세히 추궁했더니 경상수사가 시킨 일이라고 하였다. 곤장만 때리고 놓아주었다.
8월 2일. 어두워질 무렵에 우수사가 배에 와서 전하기를 "원 수사가 허망한 말을 하며 나에 대하여 좋지 못한 말을 많이 하더라"고 하였다. 모두 망령된 짓이다. 무슨 상관이 있으랴.
8월 6일. 저녁에 원 수사가 왔다. 이경수, 영공, 정 수사도 와서 일을 의논했는데, 원 수사의 주장에는 자주 모순이 생긴다. 한심한 일이다.
8월 7일. 저녁에 경상수사의 군관 박치공(朴致公)이 와서 적선이 물러갔다고 전하였으나, 원 수사와 그 군관은 본시 헛말 전하기를 잘 하니 믿을 수가 없다.
8월 26일. 원 수사가 왔다. 얼마 뒤에 우수사, 정 수사도 모두 모였다. 흥양(배흥립)이 오므로 막걸리를 대접했는데 원 수사는 술을 먹겠다고 하므로 조금 주었더니, 잔뜩 취해서 망발을 하는 것이었다. 우스웠다.
8월 30일. 원 수사가 와서 영등(永登)으로 가자고 독촉한다. 그가 거느린 25척의 배는 모두 내어 보내고 다만 7, 8척을 가지고 이런 말을 하니, 그 마음 쓰고 일 처리하는 것이 모두 이런 식이다.
- 1594년
2월 11일. 식후에 활터로 올라가니 경상수사와 우수사 조방장도 왔는데, 같이 술에 취해 있었다.
10월 17일. 어사가 와서 조용히 이야기하는데, 원 수사의 속이고 무고하는 말들을 많이 이야기하였다. 참으로 해괴한 노릇이다.
- 1597년
5월 2일[40]. 진흥국(陳興國)이 좌수영으로부터 와서 눈물을 뿌리면서 원의 일을 이야기하였다.
5월 5일. 늦게 충청우후 원유남(元裕男)이 한산에서 와서 원의 못된 짓을 많이 전하고, 또 도(道)와 진(陣)에 속한 진중의 장졸들이 모두 다 (원균을) 배반하므로 앞으로 일이 어찌 될지 알 수 없다고 하였다.
5월 8일. 이경신(李敬信)이 한산에서 와서 음흉한 원의 일에 대해 많이 이야기하였다. 또 말하기를, 그가 데리고 온 서리(書吏)에게 육지로 가서 곡식을 사오라며 내보내 놓고는 그의 처를 겁탈하려고 하자, 그 여자가 악을 쓰며 듣지 않고 밖으로 뛰쳐나가 고함을 질렀다고 하였다.(중략) 원이 온갖 계략을 다 써서 나를 모함하려 하니 이 역시 운수 탓인가. 그가 바치는 뇌물 짐이 서울로 가는 길을 연달아 잇고 있으면서도 날이 갈수록 나를 헐뜯고 있으니, 그저 때를 잘못 만난 것이 한스러울 따름이다.
5월 28일. 늦게 출발하여 하동(河東)에 이르니 현감이 서로 만나보게 된 것을 반가워하면서 성 안의 별사(別舍)로 맞아들여 간절한 정을 베풀어 주었다. 그리고 원이 미친 짓을 많이 한다고 말했다.
7월 7일. 오늘 칠석(七夕)을 맞으니 슬프고 그리움을 어찌 다 말하랴. 꿈에 원공과 만났다. 내가 원공의 윗자리에 앉아 밥상을 받는데, 원공이 기쁜 기색을 띠는 것 같았다. 무슨 징조인지 모르겠다. 박영남(朴永男)이 한산도로부터 왔는데, 그 주장[43]이 실책과 과오로 죄를 받기 위해 원수(權慄)에게 붙들려갔다고 하였다.
7월 18일. 새벽에 이덕필과 변홍달이 와서 전하기를 "16일 새벽에 해군이 대패했는데 통제사 원균과 전라우수사 이억기, 충청수사 최호 및 여러 장수 등 많은 사람들이 해를 입었다"고 하므로 통곡하였다.
7. 역사에 어김없이 등장하는 원균에 대한 부정적 이미지는 택당 이식(1584-1647)이 지은 시장(諡狀)에서 극명하게 드러나 있다. 그는 덕수 이씨로 좌의정 이행의 현손이며 청음 김상헌과 함께 척화론(斥和論)을 펴다 심양으로 잡혀간 절신(節臣)이다. 그는 대제학을 지냈으며 한학사대가(漢學四大家)로 존경을 받았다. 그는 여기서 이순신의 시호를 청하는 글에 이순신을 옹호하면서 원균을 비난하였다.
이에 앞서 원균이 배 한 척을 타고 공에게 와서 하소연하자 공이 연명으로 승첩을 아뢰곤 하였다. 그러나 조정에서는 공의 공적이 크다는 사실을 알고 있었기 때문에 공을 승진시켜 통제사로 삼았던 것인데, 원균은 공의 아래에 있게 된 것을 수치스럽게 생각한 나머지 이때부터 공에게 두 마음을 품기 시작했다. 그런 까닭에 공이 항상 부드럽게 포용해 주었음에도 불구하고, 원균은 사납게 굴고 제멋대로 화풀이를 하면서 공의 절제(節制)를 따르려 하지 않았다.
이에 공이 대사를 그르칠까 염려한 나머지 자신의 허물을 들어 인피(引避)하며 체차시켜 주기를 청하자, 조정에서는 이를 묵과할 수 없다고 여겨 원균을 충청병사로 전직시키기에 이르렀다. 원균은 쌓인 감정을 풀지 않은 채 조정의 고관들과 결탁하고는 온갖 방법으로 공을 무함하기 시작했다.

8.
- 원균은 배가 볼록하고 입은 비뚤어 지고 얼굴빛은 흙빛이다. -달천몽유록-
- 원균은 체구가 비대하고 식사에 밥 한말, 생선 5마리, 닭이나 꿩을 3~4마리씩을 먹으며, 평소에 배가 무거워 제대로 걷지 못한다.

-난중잡록-

### 난중일기에서 본 원균 비판
이순신은 자신의 일기인 난중일기에서 원균을 아래와 같이 비판했다.

朝報及元兇緘答則極爲兇譎,　口不可道.　欺罔之辭,　有難形狀.　天地間無有如此元之兇妄.

조정에서 보낸 편지와 원흉이 보낸 답장이 지극히 흉악하고 거짓되어 입으로는 말할 수 없었다.

기만하는 말들이 무엇으로도 형상하기 어려우니 하늘과 땅 사이에는 이 원균처럼 흉패하고 망령된 이가 없을 것이다.
— 《난중일기》 을미년 (1595년) 11월 1일

난중일기 전체에 원균에 대한 비판이 많은데 특히 휴전 기간과 백의종군 후 권율 휘하에 들어갔을 때에 집중돼 있다. 위의 인용은 2008년 충무공유사를 해석하던 중 발견한 내용이다.
장계에서도 이순신은 지속적으로 원균을 비판했는데 각 출동에서 원균에 대한 내용은 다음과 같다.
- 1차: 죽은 적의 목을 베려다 아군 2명을 부상 입힘
- 2차: 병력이 없어서 죽은 적의 목을 베는 임무를 맡음
- 3차: 병력 부족과 훈련 부족으로 학익진에서 빠졌고, 죽은 적의 목을 베는 데 힘썼음. 경상우수영에서 공을 많이 세운 장수는 이운룡, 우치적이었지만 원균과 같이 목을 벤 기효근이 더 높은 상을 받음. 이후 한산도로 도망친 적을 감시하는 임무를 맡았는데 적이 온다는 소문을 듣고 도주.
- 웅포해전: 아군이 위험에 처했는데 무시했고 섬에 있는 조선인의 목을 베려다 이순신에게 들킴
- 2차 당항포 해전: 31척 격침 전과를 모두 자기 공으로 돌림

## 선조 임금과의 관계
선조는 이런 원균을 좀 과하다 싶을 정도로 총애하고 추켜세워줬다. 원균에 대한 세상의 평판을 모르는 것은 아니었고 선조가 그렇게 머리가 나쁜 임금도 아니었다. 다만 선조 임금은 자신이 한양을 버리고 북쪽으로 도망간 행동에 대해 부산진을 버리고 이순신에게로 도망간 원균을 띄워주면서 책임추궁을 회피하기 위해 원균을 총애했다. 실제로 선조는 원균을 선무 1등공신에 권율, 이순신과 같이 추서하려 할 때 원균의 군공이라 밝혔다는 내용이 이순신에게 도움을 요청한 것이라 한다. 또한 덧붙여 선조 본인도 명나라에 구조를 요청했으니 스스로를 구국영웅이라 자화자찬했다.
선조가 원균을 심하게 우대한 이유는 이러한 이유에서였다. 선조는 한양을 버리고 도망친 일로 인하여 언제 광해군 중심의 반정을 당할 지 모르는 불안한 상황이었다. 게다가 임진왜란 기간 중에 이몽학의 난까지 당했던 선조인지라 자기 제위를 빼앗길까봐 몹시 두려워했다. 광해군이 선조와는 달리 한양에 남아 분조를 꾸려 왜군에 대항했기 때문이었다. 그래서 자신의 과오를 어떻게든 군공으로 미화해야만 했고 그 도구로서 원균을 사용한 것이다. 이와는 별개로 영창대군이 태어나자 선조는 광해군을 폐세자시키고 영창대군을 세자로 책봉하려 했으나 그 과정에서 선조가 붕어해, 광해군이 조선 임금으로 즉위했다.

## 기타

원균의 선무공신 교지 (1603년)

원균은 고기를 매우 좋아하고 장수답지 않게 체구가 비대했다. 원균은 엄청난 비만이였다. 이러한 원균의 체형과 무능함을 조합해서 전라남도 곡성에 사는 생원인 오천뢰(吳天賚)는 원균을 비꼬는 한시를 지었다.
| “ | 한산일도 국남문(閑山一島國南門), (한산도는 나라의 남문인데,) 저사조정 역장빈(底事朝廷易將頻). (무슨 일로 조정은 장수를 자주 바꾸었나?) 불시원균 초부국(不是元均初負國), (애초에 원균이 나라를 져버린 게 아니라,) 원균지복 부원균(元均之腹負元均). (원균의 뱃살이 원균을 져버렸네.) | ” |
|   | — 《오천뢰가 원균을 평가하며 읊은 시조》 |   |

비만에 그리 뛰어나지 못한 운동신경으로 인해 승마가 거의 불가능한 지경이었으며 실제로도 무예가로 명성이 자자한 원주 원씨의 후광으로 관직에 오른 것이나 다름없는 수준으로 무과에 급제했다. 반면 그의 동생 원연은 당대의 명장 중 한 명이며 셋째 동생 원전 역시 형 원균과는 달리 칠천량 전투에서 용감히 싸우다 전사했다.
원균은 몇 편의 작품을 남겼다. 그러나 원균의 경우 문집이 남아있지 않다.않다.
원균은 못생겼다. 실록에 묘사한 원균의 외모를 보자면 몸매는 비만에 얼굴빛이 흙빛이며 입이 비뚤어져 있다고 묘사되어 있다.

### 묘(墓)와 사당(祠堂)
- 평택 원균장군묘 - 경기도 지정 기념물제 57호(1980), 경기 평택시 도일동 산 82
- 원균 선무공신교서 - 원릉군 원균 선무1등공신 교서(敎書), 보물 제1133호
- 원균 무덤 옆의 애마총: 내리저수지를 정면으로 마주한 언덕배기에 있는 묘역은 널찍했다. 원균의 묘지 아랫녘 신도비 옆에 있는 작은 무덤 앞에는 애마총이라고 적힌 비석이 세워져 있다. 원균의 죽음을 알리기 위하여 천리를 달려와 신발과 담뱃대를 놓고 그 자리에서 죽은 애마의 충절을 기리기 위해 마련된 말 무덤이라고 한다. 전해오는 이야기에 따르면, 그가 타던 애마(愛馬 - 선조가 하사했음)가 장군이 전사한 뒤 유품 몇 가지와 한 쪽 팔을 물고 천리길을 달려 고향마을까지 가져온 뒤 죽었는데, 그 유품으로 묘(墓)를 썼다고 한다. 그러나 이 묘는 가짜로 원균사망당시는 담배가 도입되지 않은 시기니 위에 나온 일화는 불가능하다.[출처 필요]

## 관련 작품

### 관련 서적
- 이은식, 원균 그리고 이순신 (도서출판 타오름, 2009)
- 백지원, 《조일전쟁》 (진명출판사, 2009)
- 도현신, 원균과 이순신 (비봉출판사, 2008)
- 백유선, 한국사 콘서트 (도서출판 두리미디어, 2008)
- 최용범, 함규진 공저, 《다시 쓰는 간신열전》 (페이퍼로드, 2007)
- 신동준, 《조선의 왕과 신하 부국강병을 논하다》(살림, 2007)
- 박천옹, 《인간 이순신 평전》 (북하우스, 2005)
- 박경식, 《이순신과 원균 갈등과 리더십》 (행림출판사, 2005)
- 이민웅, 《임진왜란 해전사》 (청어람미디어, 2004)
- 이재범, 《원균을 위한 변명》 (학민사, 2004)
- 고정욱, 《원균 1,2》 (도서출판 산호와 진주, 2004)
- 이재범, 《원균을 위한 변명》 (학민사, 1996)
- 고정욱, 《원균 그리고 원균》 상,하 (여백, 1994)
- 이재범, 《원균정론》 (계명사, 1992)

### 드라마
- 《임진왜란》(MBC, 1985년~1986년) - 신충식
- 《불멸의 이순신》(KBS, 2004년~2005년) - 최재성 (아역 : 김학준)
- 《징비록》(KBS1, 2015년) - 이일재

### 영화
- 《성웅 이순신》(1971년) - 이예춘
- 《난중일기》(1977년) - 최성호
- 《한산: 용의 출현》(2022년) - 손현주

### 연극, 뮤지컬
- 《성웅 이순신》(1973년) - 고설봉
- 《이순신 (오페라)》(1998년) - 박경준
- 《이순신 (뮤지컬)》(2009년) - 한상민
- 《이순신 (뮤지컬)》(2009년) - 이원희

## 같이 보기
- 한국의 역사

## 참고 문헌
- 선조실록
- 선조수정실록
- 대동야승
- 연려실기술
- 국조보감